# Charles Duke
Vous lisez un « bon article » labellisé en 2020.
Pour les articles homonymes, voir Duke.
Charles Moss Duke, Jr., dit Charlie Duke, né le 3 octobre 1935 à Charlotte, en Caroline du Nord, est un militaire, pilote d'essai et astronaute américain. En 1972, il participe à la mission Apollo 16 et est le dixième homme, et à ce jour le plus jeune, à avoir marché sur la Lune. Il est, en 2025, un des quatre marcheurs lunaires vivants avec David Scott, Buzz Aldrin et Harrison Schmitt.
Diplômé de l'Académie navale d'Annapolis en 1957, il rejoint ensuite l'United States Air Force (USAF). Il suit une formation de vol avancée sur le North American F-86 Sabre à la base aérienne de Moody, en Géorgie, où il est diplômé avec distinction. Après cette formation, Duke sert trois ans comme pilote de chasse au sein du 526th Fighter Squadron sur la base aérienne de Ramstein, en Allemagne de l'Ouest. Après avoir obtenu son diplôme de l'école de pilotage pour la recherche aérospatiale en septembre 1965, il reste instructeur enseignant les systèmes de contrôle et vole sur des McDonnell F-101 Voodoo, des Lockheed F-104 Starfighter ainsi que sur des Lockheed T-33 Silver Star.
En avril 1966, Duke est l'un 19 hommes sélectionnés pour le groupe d'astronautes 5 de la National Aeronautics and Space Administration (NASA). En 1969, il est l'un des principaux Capsule Communicator (CAPCOM) pour Apollo 11, le premier atterrissage en équipage sur la Lune. Duke est le pilote de réserve du module lunaire pour Apollo 13. Peu avant la mission, il contracte la rubéole et expose par inadvertance l'équipage principal à sa pathologie, provoquant le remplacement de Ken Mattingly par Jack Swigert au poste de pilote du module de commande et de service. Mattingly est réaffecté à ce poste lors de la même mission que Duke : Apollo 16. Au cours de cette mission, Charles Duke et John Young atterrissent sur les hauts plateaux Descartes et effectuent trois sorties extravéhiculaires.
Duke prend sa retraite de la NASA le 1er janvier 1976 et entre dans l'Air Force Reserve Command où il sert en tant que Mobilization Augmentee. Il est diplômé de l'école industrielle des forces armées en 1978. Promu brigadier général en 1979, il prend sa retraite en juin 1986. Il a accumulé 4 147 heures de vol, dont 3 632 heures en avion à réaction, et 265 heures dans l'espace, dont 21 heures et 38 minutes en sortie extravéhiculaire. Résident de New Braunfels, au Texas, il préside le conseil d'administration de l'Astronaut Scholarship Foundation. Il est nommé Texan de l'année 2020.

## Biographie

### Jeunesse et études
Charles Moss Duke, Jr. naît le 3 octobre 1935 à Charlotte, en Caroline du Nord. Il est le fils de Charles Moss Duke (1907-1984), un courtier d'assurances, et de sa femme Willie Catherine Duke, née Waters (1910-1995), qui travaille comme acheteuse pour Best & Co,. L'un des ancêtres de cette dernière était le colonel Philemon Berry Waters, qui a combattu pendant la guerre d'indépendance des États-Unis. Charles Duke est suivi six minutes plus tard par son frère, un vrai jumeau, William Waters Duke, dit Bill Duke.
Après l'attaque japonaise de Pearl Harbor le 7 décembre 1941, qui déclenche la participation militaire des États-Unis à la Seconde Guerre mondiale, son père se porte volontaire pour s'engager dans l'United States Navy, et est affecté à la Naval Air Station North Island, en Californie. La famille déménage dans cet État pour le rejoindre, mais au bout d'un an, il est envoyé dans l'océan Pacifique Sud et Willie emmène les garçons à Johnston, en Caroline du Sud, où vit sa mère. Son père revient du Pacifique Sud en 1944 et est affecté à la station aéronavale de Daytona Beach. La famille s'y installe donc. En 1946, après la fin de la guerre, ils s'installent à Lancaster, en Caroline du Sud, où son père est courtier d'assurances et sa mère tient un magasin de vêtements. Il y fréquente la Lancaster High School. En 1949, Charles Duke et son frère William ont une sœur : Elizabeth, dite Betsy.

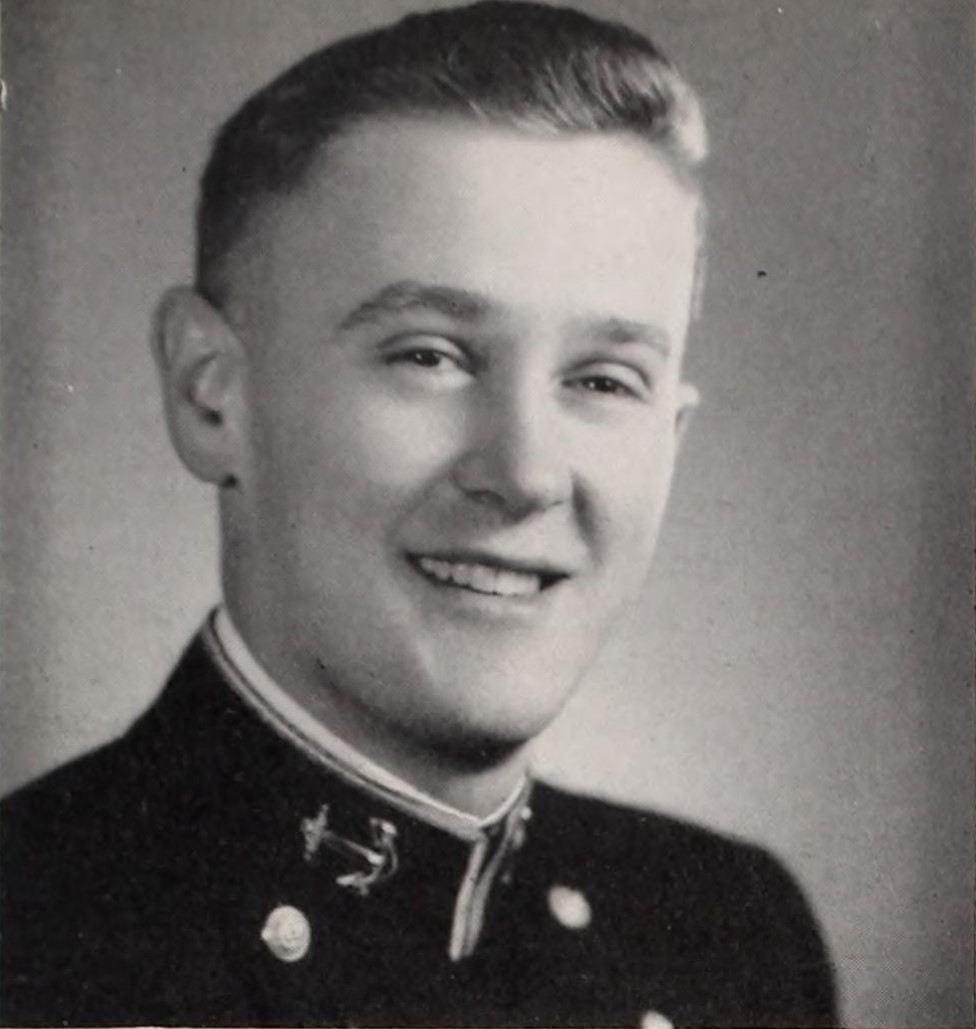
Charles Duke en tant qu'aspirant de l'Académie navale d'Annapolis en 1957.

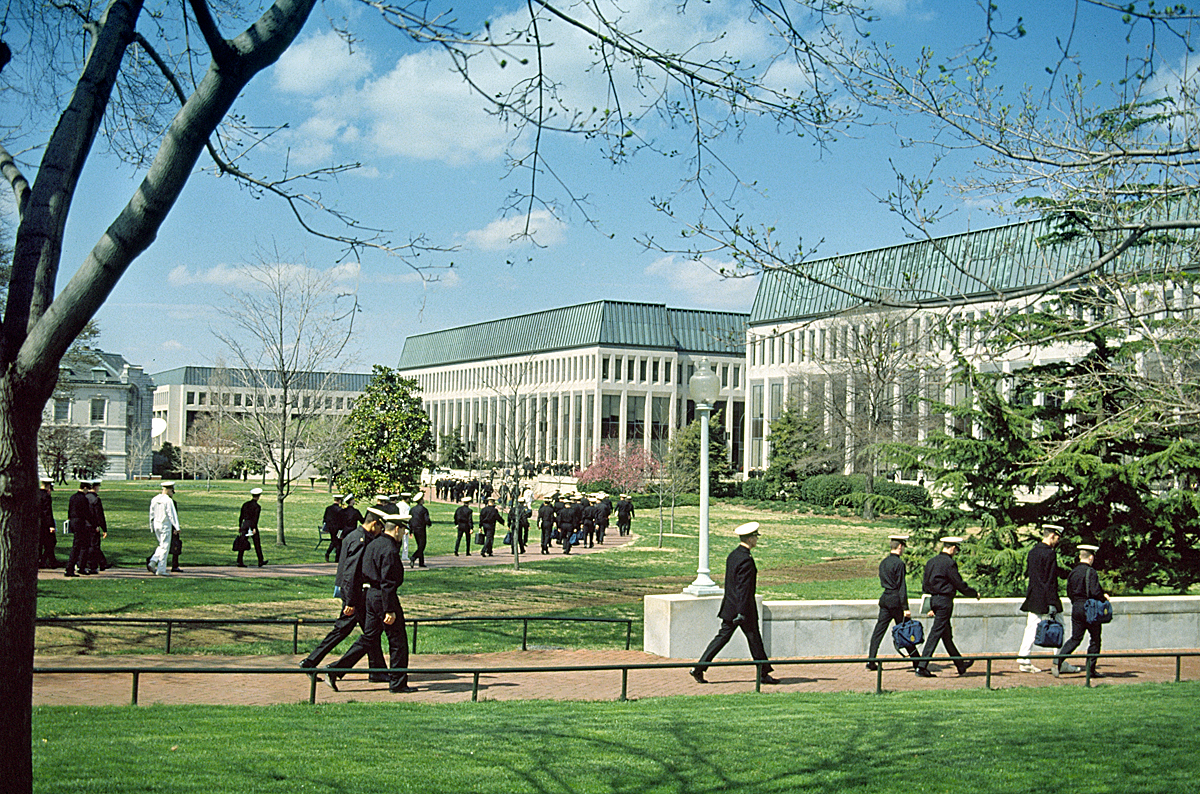
Le campus de l'Académie navale d'Annapolis.

Enfants, Charles et son frère William fabriquent des maquettes d'avions. Une cardiopathie congénitale oblige William à abandonner les sports fatigants et finira par l'inciter à faire carrière dans la médecine, mais le golf est un sport qu'ils pratiquent ensemble. Charles Duke pratique le scoutisme au sein des Boy Scouts of America et obtient son plus haut grade, celui d'Eagle Scout, en 1946,. Il fréquente le lycée de Lancaster. Duke décide qu'il aimerait poursuivre une carrière militaire. Comme son père a servi dans la Navy, il veut aller à l'Académie navale d'Annapolis, dans le Maryland.
Dans un premier temps, Duke va voir son député local, James P. Richards, qui vit à Lancaster. Richards déclare qu'il serait heureux de donner à Duke sa nomination, en tant que garçon issu de sa circonscription. Richards informe Duke qu'il doit encore passer l'examen d'entrée, et lui recommande de fréquenter une école militaire préparatoire. Duke et ses parents suivent ce conseil, et choisissent l'Académie Admiral Farragut à St. Petersburg, en Floride, pour ses deux dernières années de scolarité. Duke passe l'examen pour Annapolis au milieu de sa dernière année d'études et reçoit peu après une lettre l'informant qu'il a réussi et qu'il est accepté dans la classe de 1957. Le Lancaster News publie sa photo en première page, en même temps que l'annonce de son acceptation. Il est diplômé de Farragut en tant que valedictorian et président de la classe terminale en 1953.
Duke entre à l'Académie navale en juin 1953. Il n'est pas un athlète, mais joue au golf pour l'équipe de l'académie. Au cours d'une croisière d'été de deux mois en Europe sur le porte-avions d'escorte USS Siboney (CVE-112), il souffre du mal de mer et commence à remettre en question la décision de son engagement dans la Navy. D'autre part, il apprécie beaucoup un vol de familiarisation dans un hydravion N3N et commence à envisager une carrière dans l'aviation. L'United States Air Force Academy venant d'être créée, il n'obtiendrait son diplôme de première promotion qu'en 1959, si bien que jusqu'à un quart de la promotion d'Annapolis était autorisé à se porter volontaire pour l'Air Force. En fait, plus d'un quart de la classe de 1957 l'a fait, et les noms ont été tirés au hasard, d'un chapeau. Lors de son examen médical d'engagement, Duke est inquiet de constater qu'il a un léger astigmatisme à l'œil droit, ce qui l'empêche de devenir pilote dans la Navy, mais l'Air Force déclare qu'elle l'accepterait quand même. Il obtient un baccalauréat universitaire en sciences en juin 1957, et est engagé comme sous-lieutenant dans l'Air Force.

### Carrière militaire
En juillet 1957, Duke, ainsi que les autres diplômés d'Annapolis et de West Point qui ont choisi l'USAF, se rendent à la base aérienne de Maxwell, en Alabama, pour une orientation de deux semaines. Il est ensuite envoyé à la base aérienne de Spence (en) à Moultrie, en Géorgie, pour un entraînement de vol primaire. Les trois premiers mois sont consacrés au travail en classe et à l'entraînement sur le Beechcraft T-34 Mentor, tandis que les trois mois suivants sont consacrés au North American T-28 Trojan ; tous deux sont des avions à hélices. En mars 1958, pour la phase suivante de son entraînement, il se rend à la base aérienne Webb à Big Spring, au Texas, pour s'exercer sur le Lockheed T-33 Silver Star, un avion à réaction. Il obtient son diplôme en étant presque le meilleur de sa classe, et reçoit un badge d'aviateur et un certificat l'identifiant comme un diplômé distingué, ce qui lui donne le choix des affectations. Il choisit de devenir pilote de chasse. Il suit une formation avancée de six mois sur le North American F-86 Sabre à la base aérienne de Moody à Valdosta, en Géorgie, où il obtient également un diplôme d'excellence.

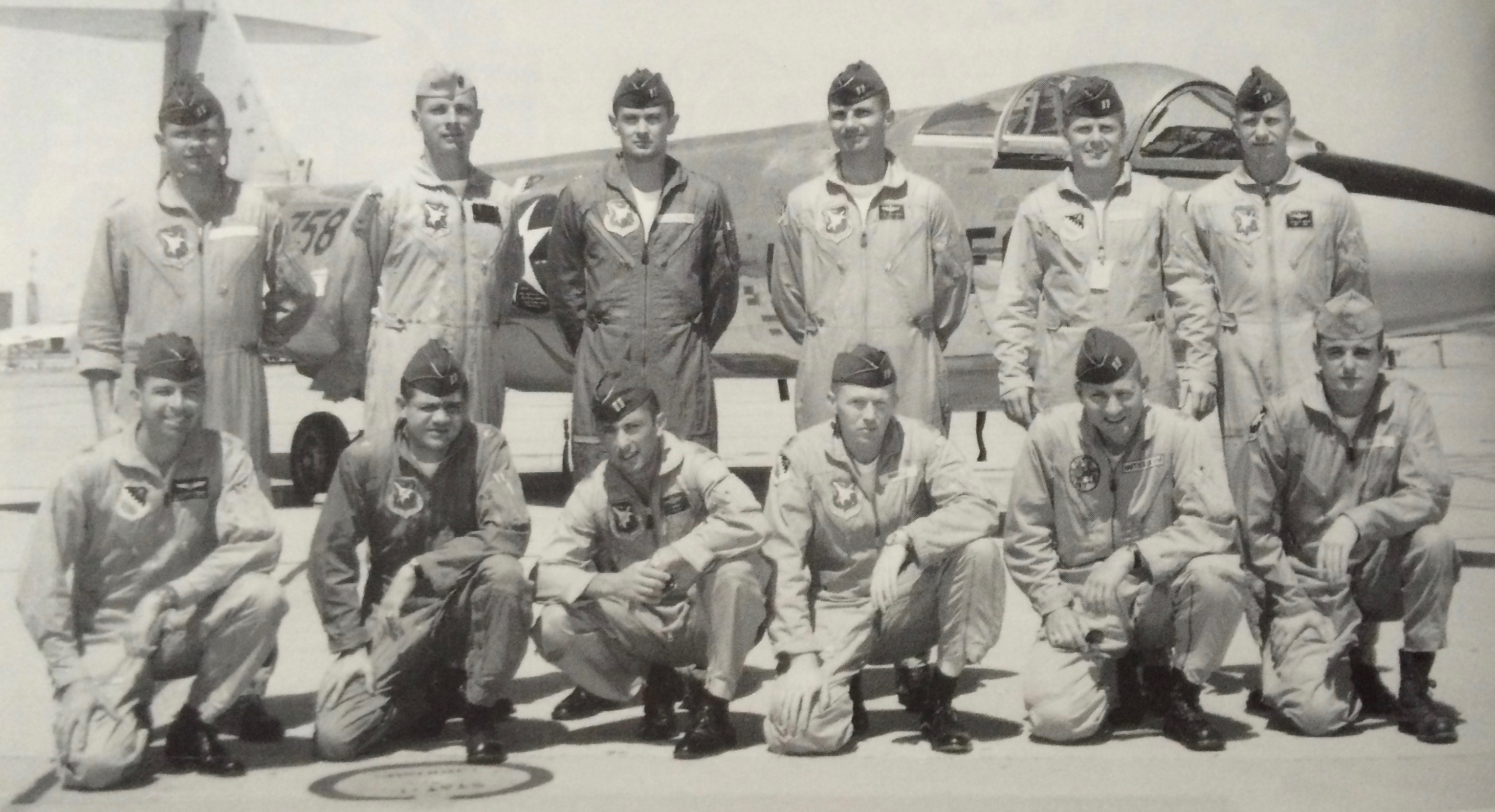
La classe 64-C de l'école des pilotes d'essai de l'United States Air Force à la base aérienne d'Edwards. Duke se trouve au rang arrière, troisième à partir de la gauche.

Une fois de plus, Duke bénéficie du choix des affectations, et opte pour le 526th Fighter-Interceptor Squadron à la base aérienne de Ramstein, en Allemagne de l'Ouest. Cette période correspond au paroxysme de la guerre froide, au cours de laquelle les tensions sont fortes, surtout pendant la crise de Berlin en 1961. Duke choisit cette mission précisément parce qu'elle est en première ligne. Quatre des intercepteurs F-86 (et plus tard F-102 Delta Dagger) du 526th Fighter-Interceptor Squadron sont toujours en alerte, prêts à intervenir et à intercepter les avions qui franchissent la frontière en provenance d'Allemagne de l'Est.
À la fin de sa période de service de trois ans en Europe, Duke estime que sa meilleure option de carrière est de poursuivre ses études, ce que l'USAF encourage. Il pose sa candidature pour étudier l'ingénierie aéronautique à l'université d'État de la Caroline du Nord, mais elle n'accepte plus de candidats. On lui propose plutôt une place au Massachusetts Institute of Technology (MIT) dans le cadre de son master en aéronautique et en astronautique. Il entre au MIT en juin 1962.
C'est à Boston que Duke rencontre Dotty Meade Claiborne, diplômée de l'université Hollins et de l'université de Caroline du Nord, qui revient d'un voyage d'été en Europe. Ils se fiancent le jour de Noël 1962, et sont mariés par l'oncle de cette dernière, Randolph Claiborne, évêque du diocèse épiscopalien d'Atlanta (en). Leur mariage a lieu le 1er juin 1963, dans la cathédrale Saint-Philippe d'Atlanta. Ils partent en Jamaïque pour leur voyage de noces, mais sont victimes d'une intoxication alimentaire.
Alors qu'il courtise Dotty, les notes de Duke chutent et il est placé en probation scolaire, mais l'USAF lui permet de s'inscrire pour un autre trimestre. Pour sa thèse, Duke s'associe à un camarade de classe, Mike Jones, pour effectuer une analyse statistique pour les systèmes de guidage du programme Apollo. Dans le cadre de ce travail, ils ont l'occasion de rencontrer l'astronaute Charles Bassett. Leur travail leur vaut un A, portant la moyenne de Duke au B requis, et il obtient sa maîtrise de sciences en mai 1964.
Pour sa prochaine mission, Duke pose sa candidature à l'école des pilotes d'essai de l'United States Air Force, bien qu'il ait estimé que ses chances d'y être admis étaient faibles, étant donné qu'il n'atteignait qu'à peine la qualification minimale. Néanmoins, il reçoit l'ordre de suivre la classe 64-C, qui débute en août 1964 à la base aérienne d'Edwards en Californie. Le commandant de l'époque est Chuck Yeager ; la classe de Duke compte douze membres, dont Spence M. Armstrong, Alfred Worden, Stuart Roosa et Henry Hartsfield. Peter Hoag est le premier de la classe ; Duke est à égalité pour la deuxième place. Après avoir obtenu son diplôme de l'école des pilotes d'essai de l'USAF en septembre 1965, Duke continue à enseigner les systèmes de contrôle et à voler sur des avions McDonnell F-101 Voodoo, des Lockheed F-104 Starfighter ainsi que des Lockheed T-33 Silver Star. En mars 1965, alors qu'il est en poste à Edwards, son premier enfant, Charles Moss Duke III, naît à l'hôpital de la base.

### Carrière d'astronaute

#### Sélection et entraînement
Le 10 septembre 1965, la NASA annonce qu'elle recrute un cinquième groupe d'astronautes. Duke repère un article en première page du Los Angeles Times, et se rend compte qu'il remplit toutes les conditions d'admission. Il va voir Yeager, puis le commandant adjoint, le colonel Robert Buchanan, qui l'informe qu'il y a deux sélections d'astronautes en cours : une pour la NASA, et une pour le programme Manned Orbiting Laboratory (MOL) de l'USAF. Les nominations à la NASA doivent passer par les canaux de l'USAF, ce qui signifie qu'elle doit les présélectionner. Buchanan dit à Duke qu'il peut postuler pour les deux programmes, mais que s'il le faisait, le MOL le choisirait. Duke ne postule qu'auprès de la NASA, tout comme Roosa et Worden, tandis qu'Hartsfield postule pour les deux et est accepté par le MOL.

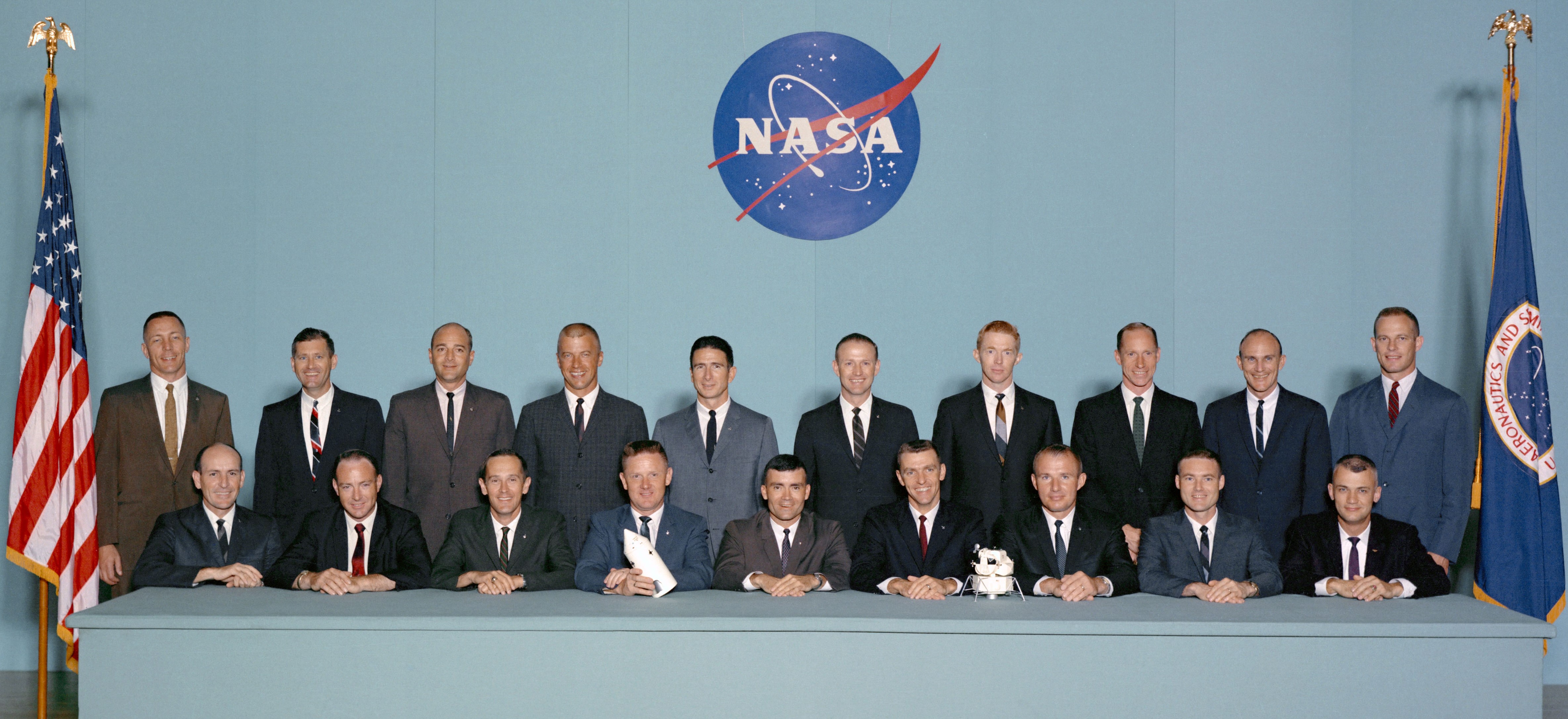
Le groupe d'astronautes 5 avec, de gauche à droite, à l'arrière-plan : Swigert, Pogue, Evans, Weitz, Irwin, Carr, Roosa, Worden, Mattingly, et Lousma, et à l'avant-plan : Givens, Mitchell, Duke, Lind, Haise, Engle, Brand, Bull, et McCandless.

Duke fait partie de la liste des 44 finalistes sélectionnés pour passer des examens médicaux à la base aérienne de Brooks, à San Antonio, au Texas. Il y arrive le 26 janvier 1966, avec deux collègues aviateurs de la base d'Edwards : Joe Engle et William Pogue. Les examens psychologiques comprennent des tests de Rorschach ; les examens physiques incluent des encéphalogrammes, et des séances sur tapis roulant et dans une centrifugeuse humaine. Le problème oculaire que l'Académie navale avait autrefois signalé n'est pas détecté.
La dernière étape du processus de sélection consiste en un entretien avec le jury composé de sept membres. Celui-ci est présidé par Deke Slayton ; les autres membres étant les astronautes Alan Shepard, John Young, Michael Collins et Clifton Williams, le pilote d'essai de la NASA Warren J. North et le concepteur de vaisseaux spatiaux Max Faget. Ces essais[pas clair] se déroulent pendant une semaine au Rice Hotel (aujourd'hui The Rice) à Houston,. En avril 1966, Duke reçoit un appel téléphonique de Slayton qui l'informe qu'il a été sélectionné. La NASA annonce officiellement les noms des 19 hommes sélectionnés le 4 avril 1966. Young nomme le groupe « Original Nineteen » pour parodier les astronautes originaux de Mercury Seven, le premier groupe d'astronautes de la NASA.
Duke et sa famille déménagent dans un appartement à League City, au Texas, mais lorsque Dotty tombe à nouveau enceinte, ils achètent un terrain vague à El Lago, dans le même État, dans la maison à côté de celle l'astronaute William Anders. Ils rencontrent et se lient d'amitié avec un jeune couple, Glenn et Suzanne House. Glenn est architecte et accepte de leur concevoir une maison pour 300 dollars américains,, dont la première pierre est posée en février 1967, mais qui n'est achevée que lors la naissance d'un deuxième fils, Thomas, en mai.
La formation des astronautes comprend quatre mois d'études portant sur des sujets tels que l'astronomie, la mécanique spatiale et les systèmes de vaisseaux spatiaux. 30 heures d'instructions sont organisées sur le module de commande et de service Apollo (CSM), et douze sur le module lunaire Apollo (LM). Un élément important est la formation en géologie, afin que les astronautes sur la Lune sachent quelles sont les roches à inspecter. Cette formation en géologie comprend des sorties sur le terrain au Grand Canyon et au Meteor Crater en Arizona, au Philmont Scout Ranch au Nouveau-Mexique, au Horse Lava Tube System à Bend, dans l'Oregon, et à la coulée de cendres de Marathon Uplift, au Texas, ainsi qu'à d'autres endroits, notamment en Alaska et à Hawaï. Le programme de formation inclut également un entraînement à la survie dans la jungle au Panama, et un entraînement à la survie dans le désert autour de Reno dans le Nevada. L'entraînement à la survie dans l'eau est mené à la base aéronavale de Pensacola à l'aide d'un Dilbert Dunker.
Une fois leur formation initiale terminée, Duke et Roosa sont chargés de superviser le développement du lanceur Saturn V, dans le cadre de la Booster Branch du Bureau des astronautes, dirigée par Frank Borman et Clifton Williams. Il fait partie de l'équipe de contrôle de mission au Centre spatial Kennedy qui surveille le lancement de Gemini 11 le 12 septembre 1966 et de Gemini 12 le 11 novembre suivant. Il est personnellement responsable du propulseur du missile balistique Titan II,. Ils se rendent fréquemment au centre de vol spatial Marshall à Huntsville en Alabama, pour s'entretenir avec son directeur, Wernher von Braun. La NASA fournit un avion T-38 Talon pour les astronautes et, comme la plupart des astronautes, Duke vole à chaque occasion.

#### Spécialiste du module lunaire

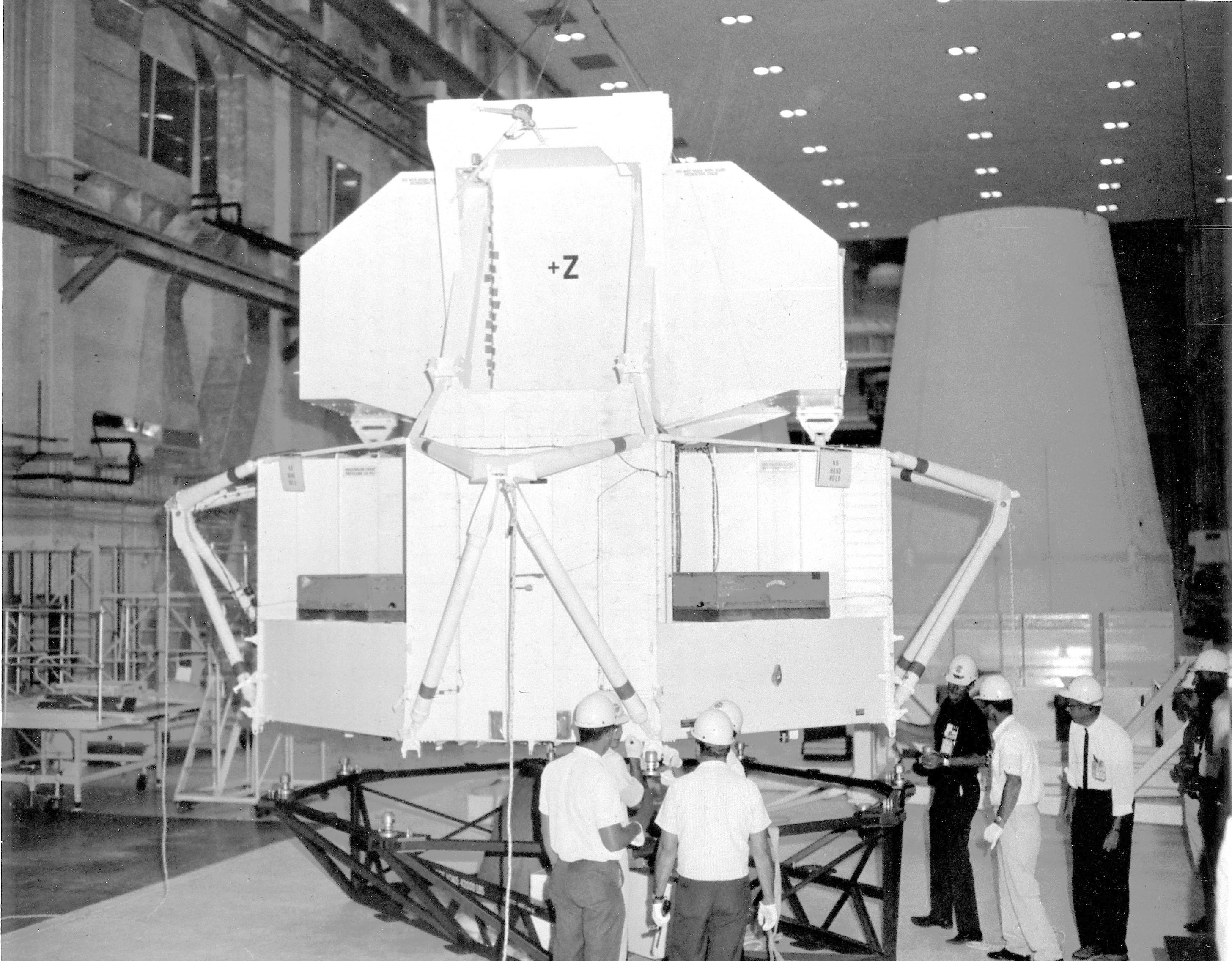
Maquette du module lunaire LTA-2R en cours d'installation sur Apollo 6 pour tester en vol le comportement dynamique de sa structure.

Les 19 astronautes sont divisés entre les spécialistes du module de commande et de service (CSM) et ceux du module lunaire (LM). Slayton demande à chacun d'eux quelle est sa spécialité préférée, même s'il prend la décision finale. Duke obtient son choix, et devient spécialiste du LM. Il supervise le développement des systèmes de propulsion du module lunaire. Le système de propulsion ascensionnelle, qui est un élément essentiel de la mission et qui doit fonctionner pour que les astronautes puissent survivre, constitue une préoccupation majeure. Les essais effectués au Polygone d'essais de missile de White Sands en 1966 indiquent une instabilité de la combustion. George Low, le responsable du programme de véhicules spatiaux Apollo, convoque un comité pour examiner la situation, et Duke y devient le représentant du Bureau des astronautes. Bien que Bell Aircraft Corporation soit confiant de pouvoir résoudre les problèmes, la NASA engage Rocketdyne pour développer un moteur alternatif le cas échéant. Le comité décide finalement d'utiliser le système d'injecteur de Rocketdyne avec le moteur de Bell.

#### CAPCOM

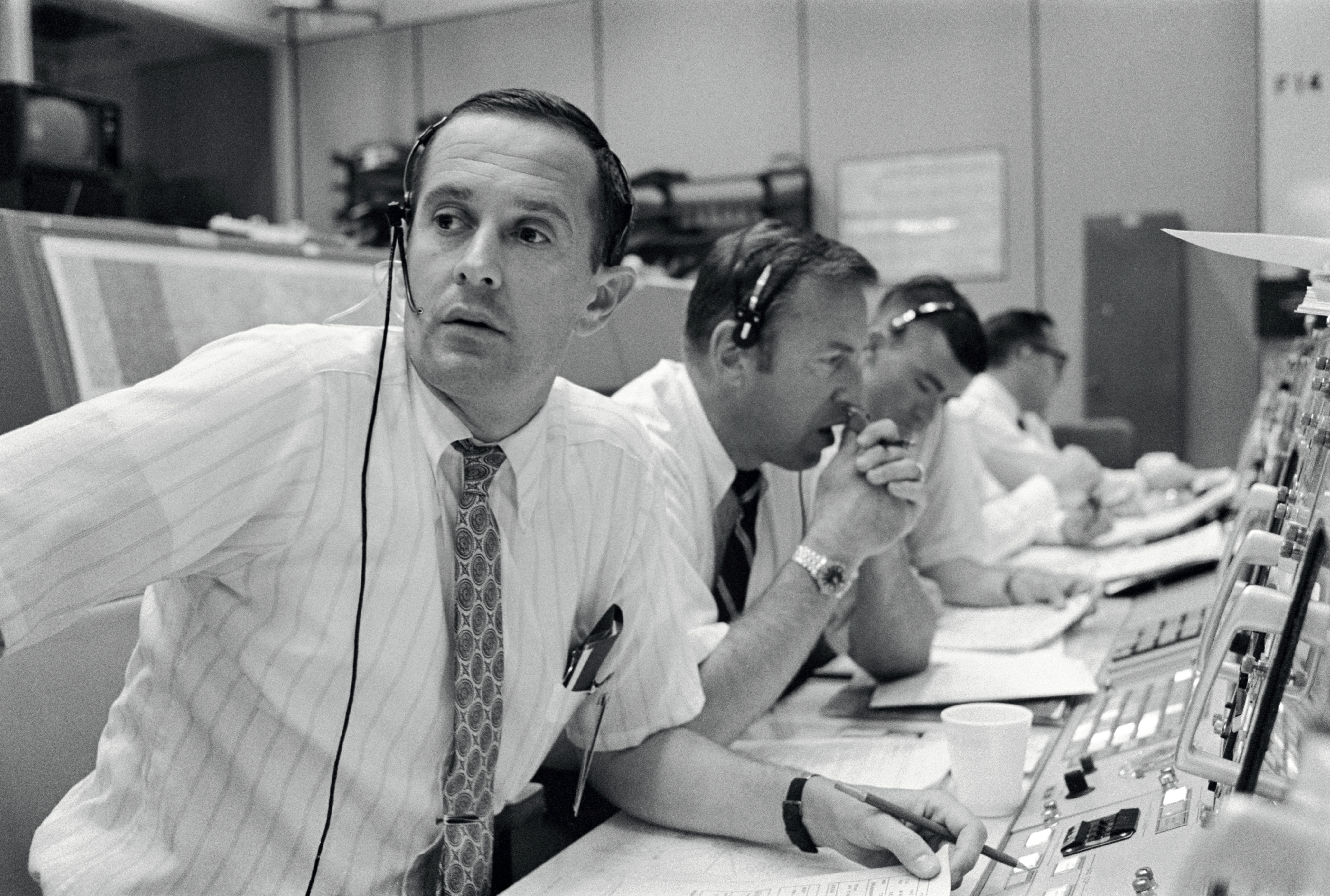
Charles Duke (à gauche) en tant que CAPCOM, avec les astronautes réservistes James Lovell et Fred Haise à l'écoute pendant la descente d'Apollo 11.

En 1969, Duke devient membre de l'équipage de soutien d'Apollo 10, avec Joe Engle et James Irwin. Pendant les programmes Mercury et Gemini, chaque mission est composée d'un équipage principal et d'un équipage de réserve. Pour Apollo, un troisième équipage d'astronautes a été ajouté, connu sous le nom d'équipage de soutien. L'équipage de soutien tient à jour le plan de vol, les listes de contrôle et les règles de base de la mission, et veille à ce que les équipages principaux et de réserve soient informés des changements. Ils élaborent des procédures, en particulier pour les situations d'urgence, afin qu'elles soient prêtes lorsque les équipages principaux et de réserve viendraient s'entraîner dans les simulateurs, leur permettant ainsi de se concentrer sur leur entraînement et leur maîtrise. Le commandant de la mission, Thomas Stafford, a choisi Duke pour sa connaissance du LM, en particulier de ses systèmes de propulsion. C'est pourquoi Duke sert de Capsule Communicator (CAPCOM) pour l'orbite du LM, l'activation, la vérification et le rendez-vous d'Apollo 10,.
Il est inhabituel pour quelqu'un de servir en tant que CAPCOM sur des missions consécutives, mais pour la même raison (la familiarité de Duke avec le module lunaire), Neil Armstrong, le commandant d'Apollo 11, demande à Duke de reprendre son rôle sur cette mission, qui comprend le premier atterrissage en équipage sur la Lune. Duke lui répond qu'il serait honoré de le faire. Durant la mission, il se trouve au centre de contrôle de mission, situé au Manned Spacecraft Center (aujourd'hui Centre spatial Lyndon B. Johnson) à Houston, au Texas. Duke est actif essentiellement pendant toute la phase de descente du LM vers la Lune. L'accent traînant du Sud caractéristique de Duke devient familier au public du monde entier, comme la voix d'un contrôle de mission rendu nerveux par un long atterrissage qui épuise presque tout le carburant du LM Eagle. Les premiers mots de Duke à l'équipage d'Apollo 11 à la surface de la Lune sont confus : « Roger, Twank...Tranquility, we copy you on the ground. You got a bunch of guys about to turn blue. We're breathing again. Thanks a lot! » (en français : « Bien reçu, Twank... Tranquillité, nous vous recevons au sol. Vous avez un groupe de gars sur le point de devenir bleus. Nous respirons à nouveau. Merci beaucoup ! »).

#### Apollo 13

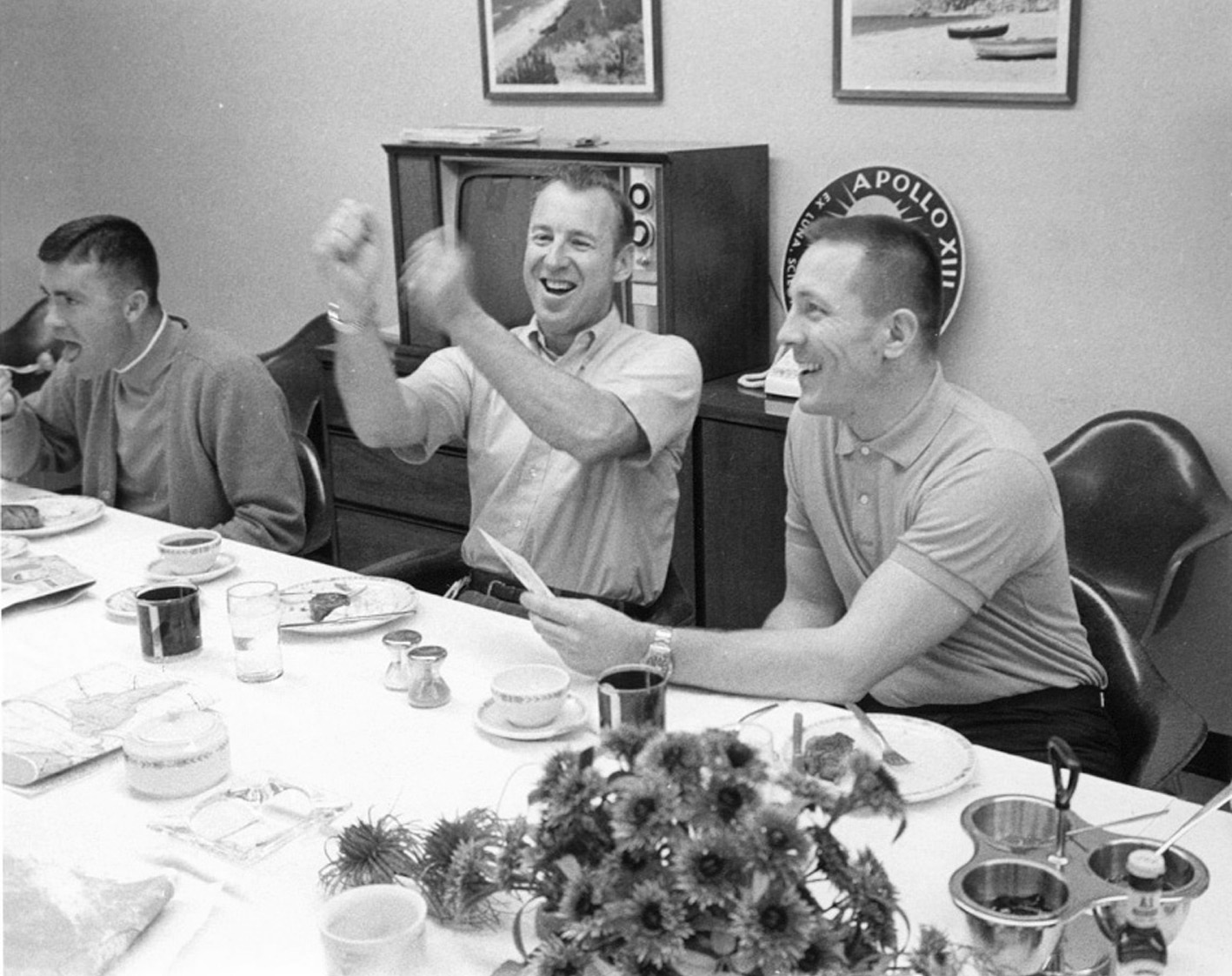
L'équipage final d'Apollo 13, avec de gauche à droite : Haise, Lovell et Swigert, qui prennent leur dernier repas avant le lancement de la mission.

L'échelon suivant de responsabilité, après avoir servi dans un équipage de soutien, est de servir dans un équipage de réserve. Le rythme des premières missions Apollo signifie que plusieurs équipages doivent s'entraîner en même temps. Deke Slayton met au point un système de rotation selon lequel l'équipage de réserve d'une mission devient l'équipage principal de l'une des trois missions suivantes, puis l'équipage de réserve des trois missions suivantes. Si le commandant décline l'offre d'une autre mission, le pilote du module de commande et de service, en tant que prochain astronaute le plus expérimenté, devient le commandant. Ainsi, l'équipage d'Apollo 10 devient l'équipage de réserve d'Apollo 13. Thomas Stafford accepte cependant le poste de chef du Bureau des astronautes, et le pilote du CSM, John Young, le remplace en tant que commandant. Eugene Cernan reste pilote du module lunaire, et Jack Swigert, un membre du groupe 5 spécialiste du CSM, est désigné pilote de ce dernier. L'intention est que cet équipage devienne à terme l'équipage principal d'Apollo 16, mais Cernan marque son désaccord et souhaite commander sa propre mission. Slayton assigne Duke, bien connu de Young grâce à Apollo 10, à la place de Cernan. Après que Michael Collins, le pilote du CSM d'Apollo 11, refuse l'offre de commander de l'équipage de réserve d'Apollo 14, Slayton donne ce commandement à Cernan,,.
La formation à plein temps pour Apollo 13 commence au mois de juillet 1969, bien que la sélection des équipages d'Apollo 13 et 14 ne soit officiellement annoncée que le 7 août. L'équipage principal d'Apollo 13 est composé de James Lovell au poste de commandant, de Fred Haise à celui de pilote du LM et Ken Mattingly à celui de pilote du CSM. La mission doit initialement être effectuée fin 1969, mais au vu du succès d'Apollo 11, elle est reportée à mars puis en avril 1970. Deux ou trois semaines avant la date de lancement, Duke contracte la rubéole auprès de Paul House, le fils de Glenn et Suzanne House. La maladie étant très contagieuse, les médecins de la NASA contrôlent l'équipage principal d'Apollo 13. Il s'avère que Lovell et Haise sont immunisés contre la maladie, mais pas Mattingly. La décision est prise de retirer Mattingly et de le remplacer par Swigert.
La survie de l'équipage d'Apollo 13, en route vers la Lune, est compromise à la suite de l'explosion d'un réservoir d'oxygène. Cet accident affecte fortement l'équipage de réserve, en particulier Mattingly, qui estime qu'il aurait dû être à bord. Young, Mattingly et Duke travaillent dans les simulateurs pour développer des procédures d'urgence pour l'équipage, qui est finalement ramené sur Terre en toute sécurité. Haise et Swigert taquinent Duke, l'appelant « Typhoid Mary ». L'incident de la rougeole entraîne une modification des procédures ; à partir d'Apollo 14, l'équipage est mis en quarantaine pendant trois semaines avant le vol ainsi qu'après. En l'occurrence, seul l'équipage d'Apollo 14 a dû subir deux périodes de quarantaine. En raison de l'absence de tout signe de vie sur la Lune, la quarantaine post-mission sera interrompue en avril 1971,,.

#### Apollo 16

##### Entraînement
Young, Mattingly et Duke sont officiellement nommés membres de l'équipage d'Apollo 16, la cinquième mission d'atterrissage sur la Lune, le 3 mars 1971. Le 3 juin 1971, les hauts plateaux Descartes sont choisis comme site d'atterrissage. C'est la région la plus élevée de la face visible de la Lune. On croyait qu'elle était d'origine volcanique et principalement composée de basalte, d'après les tons de gris observés depuis la Terre. On espérait que les échantillons de roche récupérés par Apollo 16 fourniraient des indices sur les processus qui ont formé les hautes terres, et peut-être même montreraient que ces processus étaient toujours actifs,.

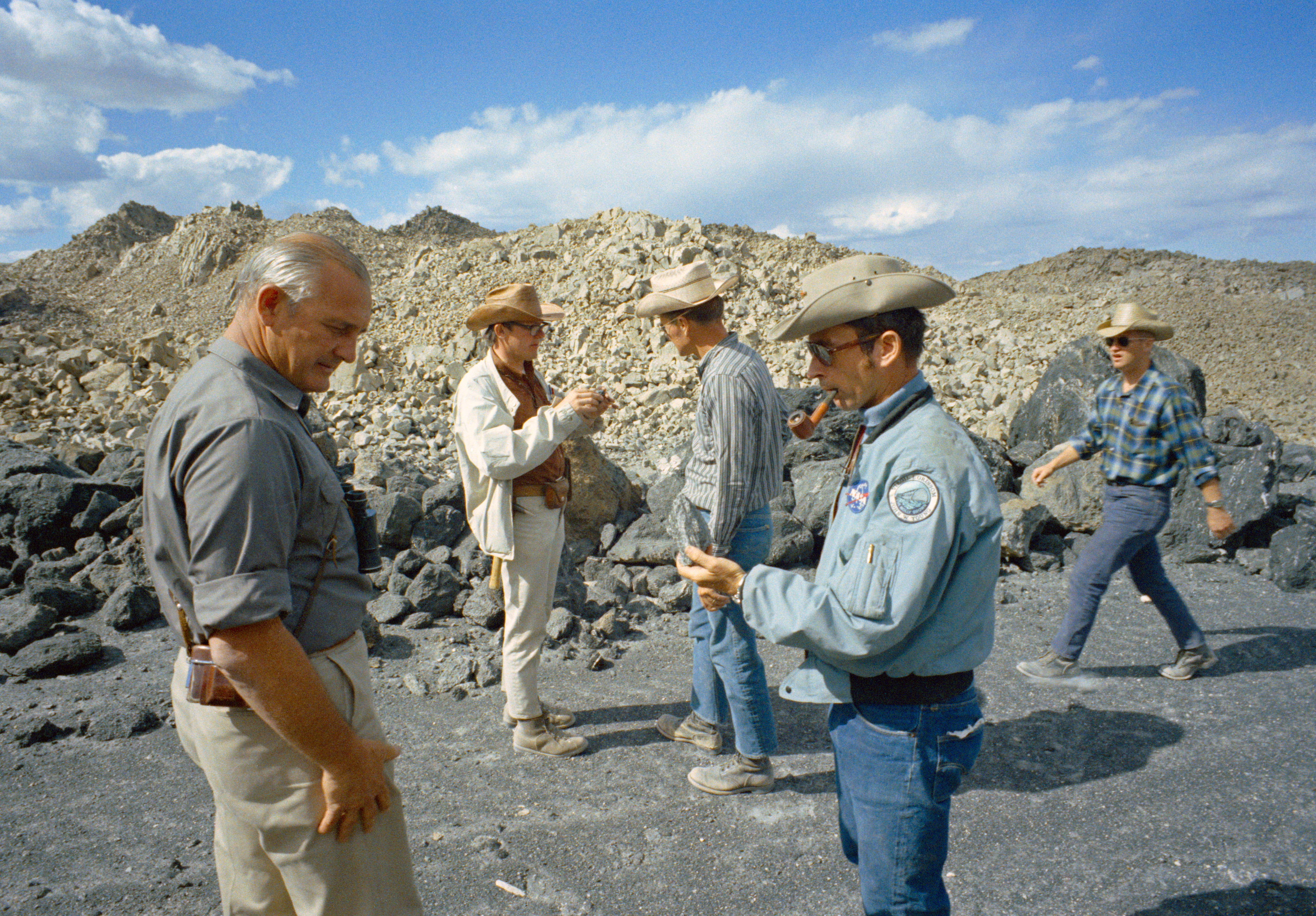
Entraînement géologique des astronautes d'Apollo 16 choisis pour marcher sur la Lune, le 10 juin 1971 au cratères de Mono en Californie. Au premier plan, Young (deuxième en partant de la droite) discutant avec le professeur et géologue à l'université du Texas à Austin William R. Muehlberger (premier en partant et la gauche), et au second plan, Duke (au centre) discutant avec le géologue David Wones (deuxième en partant de la gauche). Anthony W. England, un CAPCOM d'Apollo 16, est visible sur la droite de la photo.

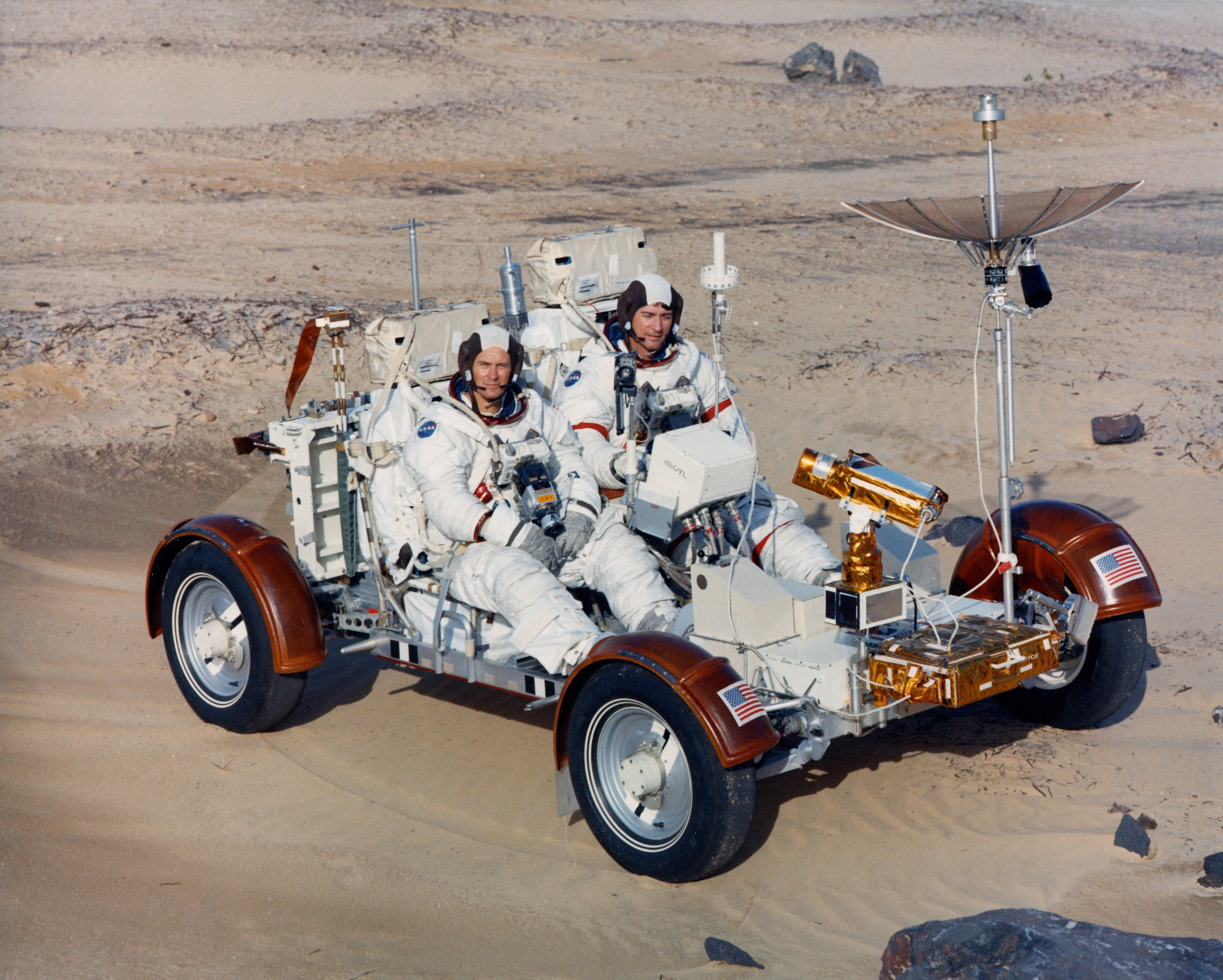
Duke (à gauche) et Young (à droite) manœuvrant une version d'entraînement du rover lunaire Apollo (LRV) sur un terrain du Centre spatial Kennedy tentant de recréer la surface lunaire.

L'entraînement est effectué dans le simulateur du module lunaire, qui utilise une caméra de télévision et une maquette de la zone d'atterrissage. Les autres activités comprennent la conduite d'une version d'entraînement du rover lunaire Apollo (LRV) et la collecte d'échantillons géologiques. Le dernier voyage géologique est effectuée sur l'île d'Hawaï en décembre 1971. Le deuxième jour du voyage, Duke contracte la grippe. Le jour de l'an, il est si malade qu'il ne peut plus quitter son lit et demande au Bureau des astronautes d'envoyer quelqu'un pour l'emmener chez le médecin du Centre spatial Kennedy. Le médecin réalise une radiographie qui révèle une pneumonie dans les deux poumons et appelle une ambulance pour emmener Duke à l'hôpital de la base aérienne de Patrick,.
Duke craint de ne pas pouvoir récupérer à temps pour le lancement, prévu pour le 17 mars 1972. Le vaisseau spatial et le lanceur Saturn V sont d'ailleurs déployés sur l'aire de lancement 39A du complexe de lancement 39 du Centre spatial Kennedy depuis le 13 décembre. Cependant, la chance est favorable à Duke. En effet, les ingénieurs de Grumman veulent disposer de plus de temps pour tester la capacité accrue des batteries du LM ; une défaillance des cordons explosifs qui séparent le LM du CSM a été découverte, ce qui justifie leur remplacement ; et une défaillance d'une pince dans la combinaison spatiale de Duke pendant l'entraînement nécessite la modification des combinaisons des trois astronautes. Cette circonstance entraîne le report de la date de lancement à la fenêtre de lancement suivante, le 16 avril,. Cela s'avère heureux pour Duke lorsqu'une erreur des techniciens de la rampe de lancement provoque la rupture d'un réservoir de carburant en téflon du CSM, et que tout le véhicule spatial doit être renvoyé au Vehicle Assembly Building,, Deke Slayton fait remarquer qu'« il n'a même pas été question de le remplacer ; c'était une des leçons qu'ils [avaient] apprises lors d'[Apollo] 13 ».
Les astronautes sont mis en quarantaine et ne sont autorisés à sortir que pour piloter des T-38 pendant une heure par jour. La veille du décollage, le directeur du programme Apollo, Rocco Petrone, voit quelqu'un qu'il pense être Duke autour de la piscine de l'Holiday Inn. Petrone, furieux, appelle les quartiers de l'équipage, demandant à savoir pourquoi Duke a rompu la quarantaine. L'équipage proteste, affirmant que Duke est toujours là et n'est pas parti. Ceci n'apaise pas Petrone, et l'équipage doit retrouver Duke à l'entraînement, ce qui suggère que Petrone a peut-être vu le frère jumeau de Charles Duke, William. Lors du lancement d'Apollo 16, Duke devient le premier jumeau à voler dans l'espace.

##### Voyage aller

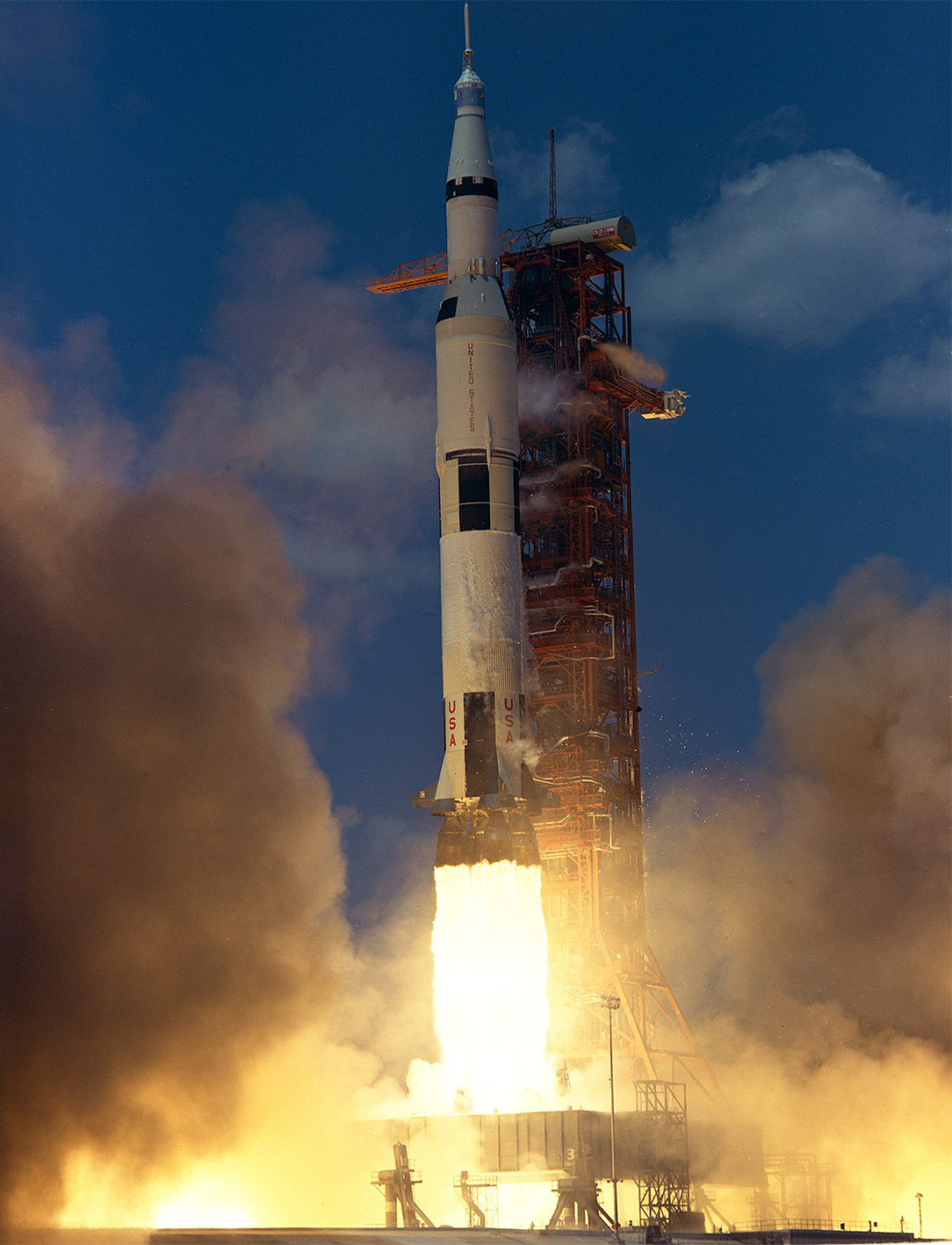
Lancement d'Apollo 16, le 16 avril 1972 au Centre spatial Kennedy.

Le lancement d'Apollo 16 a lieu le 16 avril 1972 à 12 h 54, heure de l'Est (17 h 54 UTC), au Centre spatial Kennedy. Il se déroule normalement ; l'équipage subit des vibrations similaires à celles des équipages précédents. Les premier et deuxième étages de Saturn V se détachent sans problème et le vaisseau Apollo entre en orbite terrestre basse un peu moins de 12 minutes après le décollage. En orbite terrestre, l'équipage est en butte à des problèmes techniques mineurs, notamment un problème potentiel avec le système de contrôle de l'environnement et le système de contrôle d'attitude du troisième étage de la fusée, le S-IVB, mais ceux-ci sont résolus ou compensés. Après une orbite et demie, il se rallume pendant un peu plus de cinq minutes, propulsant le vaisseau vers la Lune à une vitesse de 35 000 km/h,.
Le trajet aller dure approximativement trois jours (74 heures), avant que le vaisseau Apollo n'atteigne l'orbite lunaire. Dès ce moment, l'équipage doit faire face à une série de problèmes. Duke ne réussit pas à faire bouger l'antenne orientable en bande S du module lunaire (LM) Orion dans l'axe de lacet, et ne peut donc pas l'aligner correctement. Cela entraîne de mauvaises communications avec les stations au sol, et par conséquent une perte de la liaison montante de l'ordinateur. Duke doit donc copier 35 numéros à cinq chiffres et les introduire dans l'ordinateur. La correction de toute erreur est une procédure compliquée. Heureusement, les astronautes peuvent toujours entendre clairement le contrôle de mission, bien que l'inverse ne soit pas le cas,.
Lorsque Young active le Reaction Control System (RCS), ils subissent une double défaillance du système de pressurisation. Young décrit cela comme « le pire blocage dans lequel [il a] été ». Un long débat entre les astronautes et le contrôle de mission suit. C'est la seule fois pendant le vol où Duke se souvient s'être disputé avec Young. Bien qu'ils n'ont pas pu résoudre le problème, ils réussissent à le contourner en déplaçant l'ergol dans le réservoir de stockage de la montée. Aucun ergol n'est perdu ; il est juste déplacé dans un autre réservoir.
Une fois les préparatifs terminés, Young et Duke désamarrent Orion de Mattingly dans le module de commande et de service (CSM) Casper. Mattingly se prépare à placer Casper sur une orbite circulaire tandis que Young et Duke préparent Orion à la descente vers la surface lunaire. À ce moment, lors des essais du moteur-fusée orientable du CSM en préparation de la combustion destinée à modifier l'orbite du vaisseau, un dysfonctionnement se produit dans le système de secours du moteur, provoquant des oscillations si fortes que Casper semble se mettre en pièces. Selon les règles de la mission, Orion aurait alors dû se réamarrer à Casper au cas où le contrôle de la mission déciderait d'interrompre l'atterrissage et d'utiliser les moteurs d'Orion pour le retour sur Terre. Cela n'est pas fait, et les deux vaisseaux spatiaux continuent à voler en formation,. La décision d'atterrir doit être prise dans un délai de cinq orbites (environ dix heures), après quoi le vaisseau spatial aurait trop dérivé pour atteindre le site d'atterrissage.

##### Sur la surface lunaire
Après quatre heures et trois orbites, le contrôle de mission détermine que le dysfonctionnement peut être contourné et demande à Young et Duke de procéder à l'atterrissage,. En raison du retard, la descente motorisée vers la surface lunaire commence avec environ six heures de retard, et Young et Duke commence leur descente vers la surface à une altitude de 5 000 m supérieure à la normale. À une altitude d'environ 4 000 m, Young peut voir le site d'atterrissage dans sa totalité. Orion se pose sur les plaines Cayley, à 270 m au nord-ouest du site d'atterrissage prévu, à 2 h 23 min 35 s UTC le 21 avril.

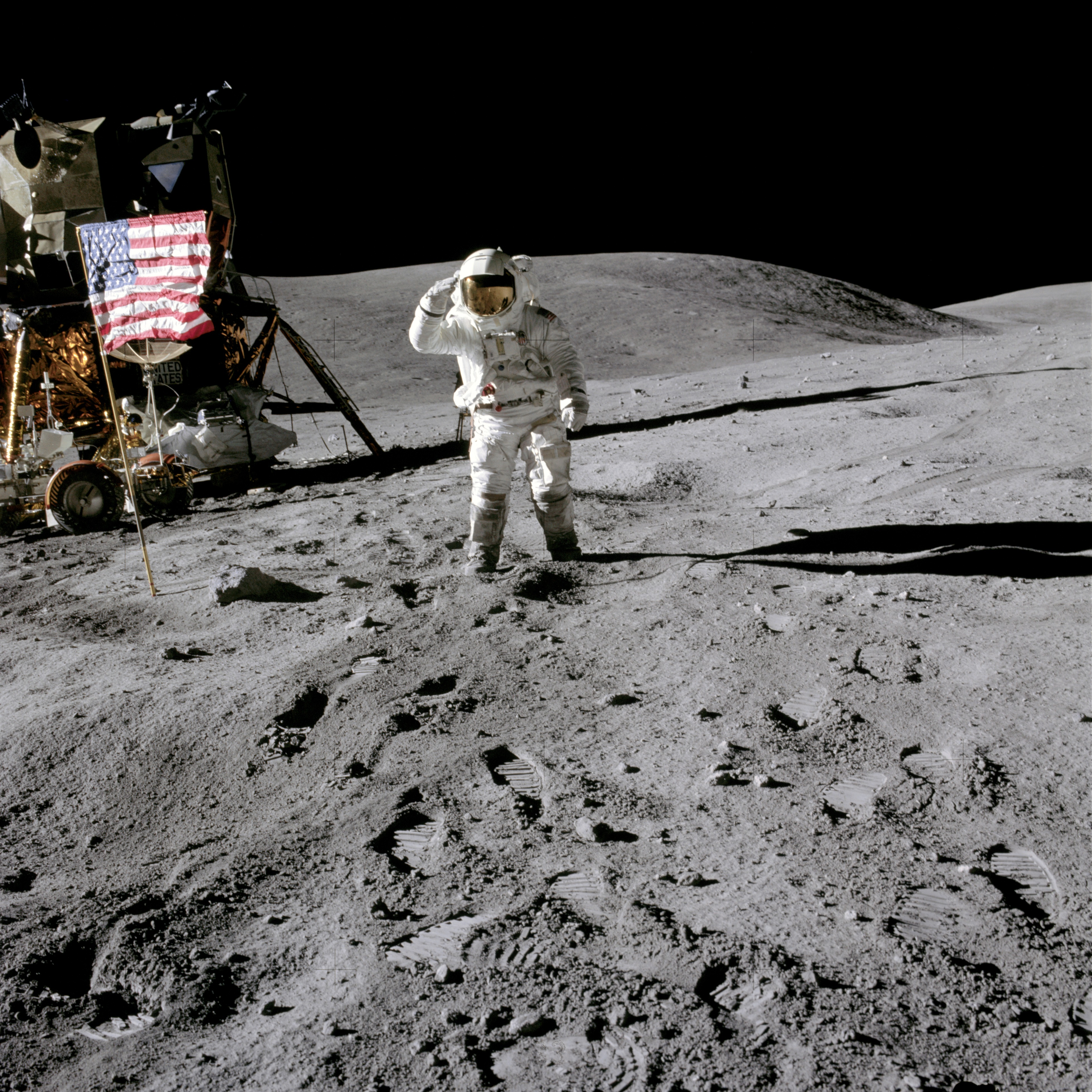
Charles Duke, photographié par John Young, saluant le drapeau américain.

Duke devient la dixième personne à marcher sur la surface de la Lune, après Young, qui est devenu la neuvième. Apollo 16 est la première expédition scientifique à inspecter, étudier et échantillonner des matériaux et des caractéristiques de surface dans les hauts plateaux lunaires accidentés. Au cours du séjour de 71 heures et 14 minutes, Duke et Young effectuent trois sorties extravéhiculaires (EVA) sur la surface lunaire, dont la durée enregistrée par Duke est de 20 heures et 15 minutes. Celles-ci comprennent la mise en place et l'activation d'équipements et d'expériences scientifiques, la collecte de près de 97 kilogrammes d'échantillons de roche et de sol, ainsi que l'évaluation et l'utilisation du rover lunaire (LRV) sur la surface la plus accidentée jamais rencontrée sur la Lune,.

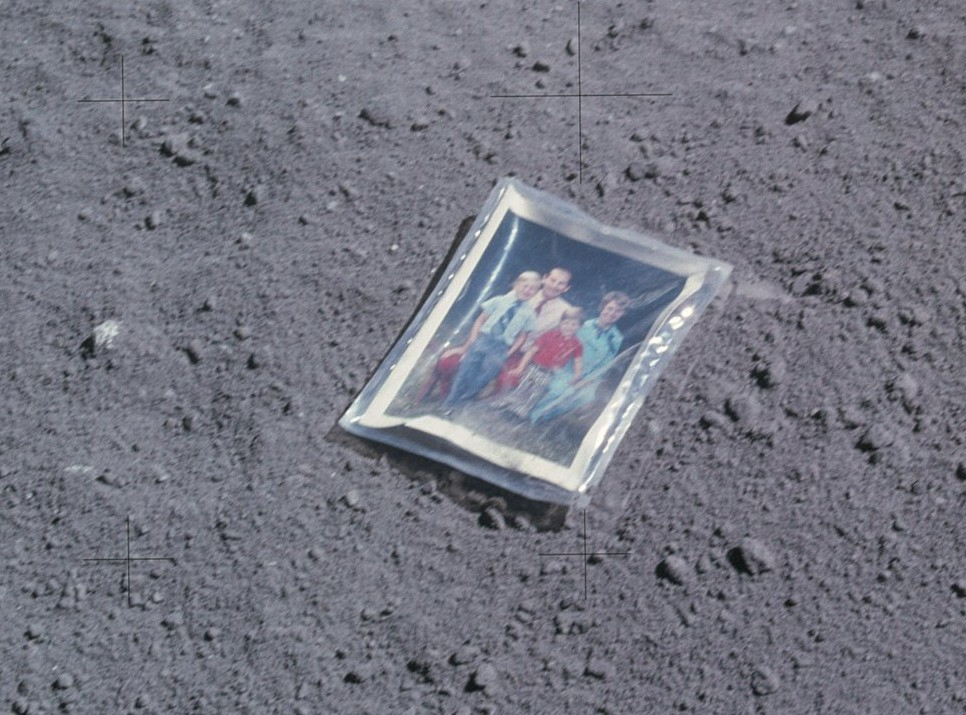
La photo de famille laissée par Duke sur la Lune.

Duke laisse deux objets sur la Lune, qu'il photographie tous deux. Le plus célèbre est un portrait de sa famille sous emballage plastique pris par le photographe de la NASA Ludy Benjamin. Le verso de la photo a été signé et le pouce[Lequel ?] imprimé par la famille de Duke et porte ce message : « C'est la famille de l'astronaute Duke de la planète Terre, qui s'est posé sur la Lune le 20 avril 1972 ».
L'autre objet est une médaille commémorative délivrée par l'US Air Force, qui célèbre son 25e anniversaire en 1972. Duke est le seul officier de l'Air Force à être allé sur la Lune cette année-là. Avec l'approbation du chef d'état-major de l'Air Force, le général John Dale Ryan, et du secrétaire de l'Air Force, Robert Seamans, Duke a pris deux médailles d'argent commémorant cet anniversaire. Il en laisse une sur la Lune et fait don de l'autre à l'Air Force. Cette médaille est aujourd'hui exposée au National Museum of the United States Air Force sur la base aérienne de Wright-Patterson à Dayton, dans l'Ohio, avec une roche lunaire collectée lors de la mission Apollo 16.
Au cours de leurs dernières minutes à la surface, Duke tente d'établir un record de saut en hauteur lunaire. Il saute d'environ 0,81 m, mais il se déséquilibre et tombe à l'envers sur son système de survie. Si sa combinaison s'était rompue ou son système de survie cassé, il aurait pu en mourir. « Ce n'est pas très malin », note Young.

##### Retour sur Terre
Durant le voyage du retour vers la Terre, Duke participe à une EVA dans l'espace qui dure 1 heure et 23 minutes, lorsque Mattingly sort du vaisseau spatial Casper et récupère des cassettes de films du module de service. Après un voyage au cours duquel Casper parcourt 2 238 598 kilomètres, la mission Apollo 16 se termine par un amerrissage dans l'océan Pacifique à 19 h 45 min 5 s UTC le 27 avril, et la récupération par le porte-avions USS Ticonderoga (CV-14).

Photographies de la mission Apollo 16
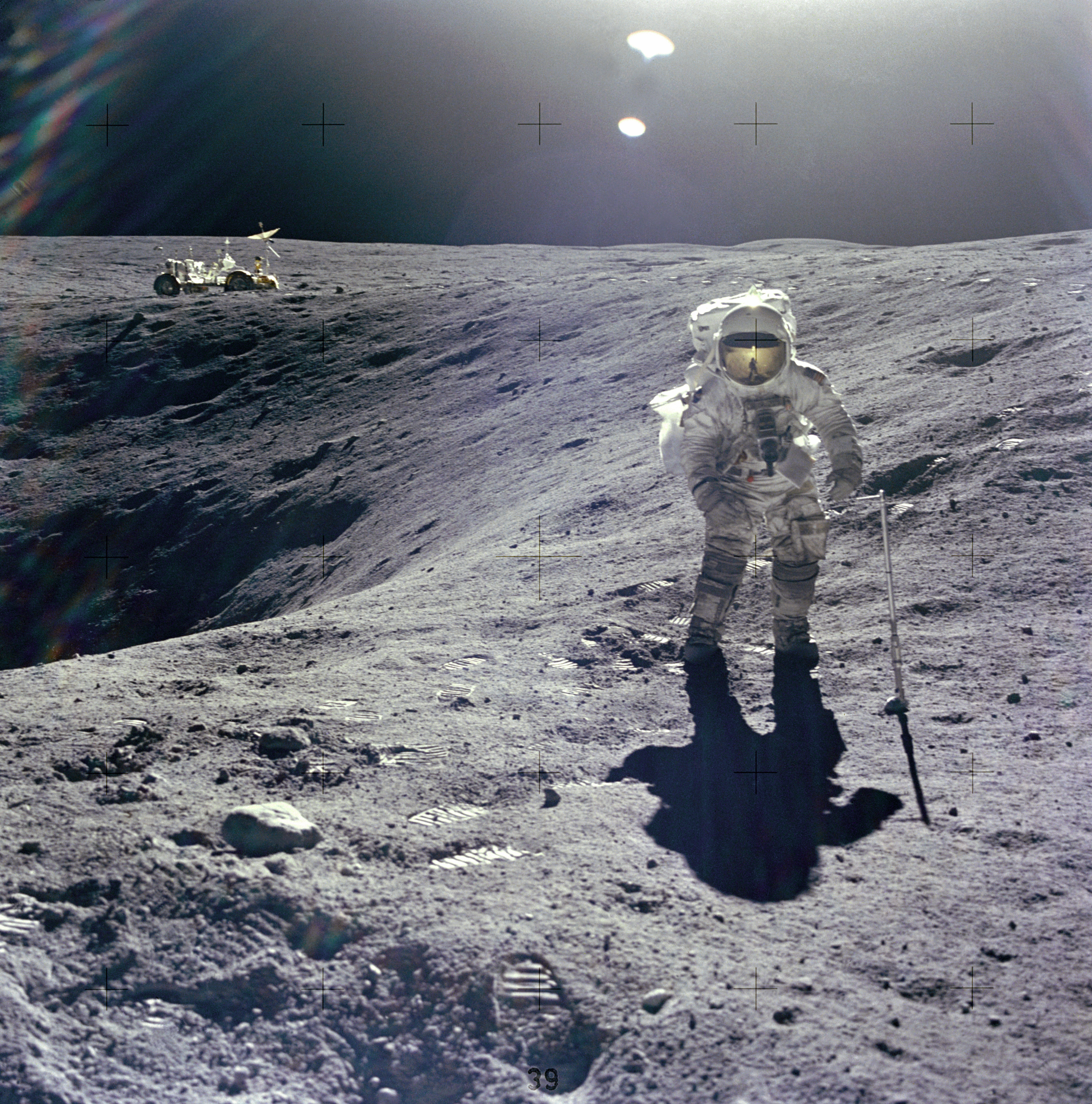
Duke durant l'une des sorties extravéhiculaires (EVA).
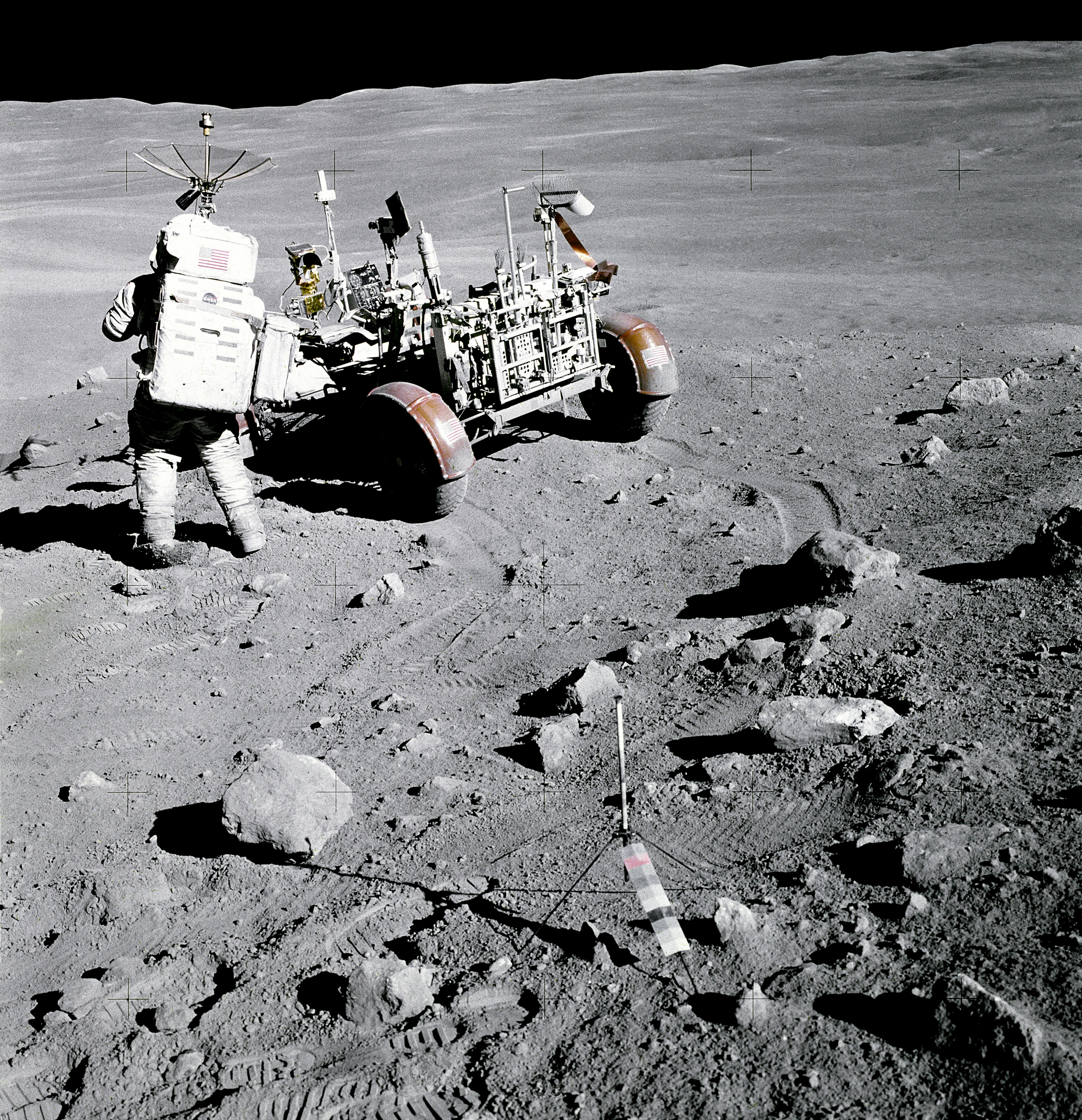
Duke à côté du rover lunaire (LRV).
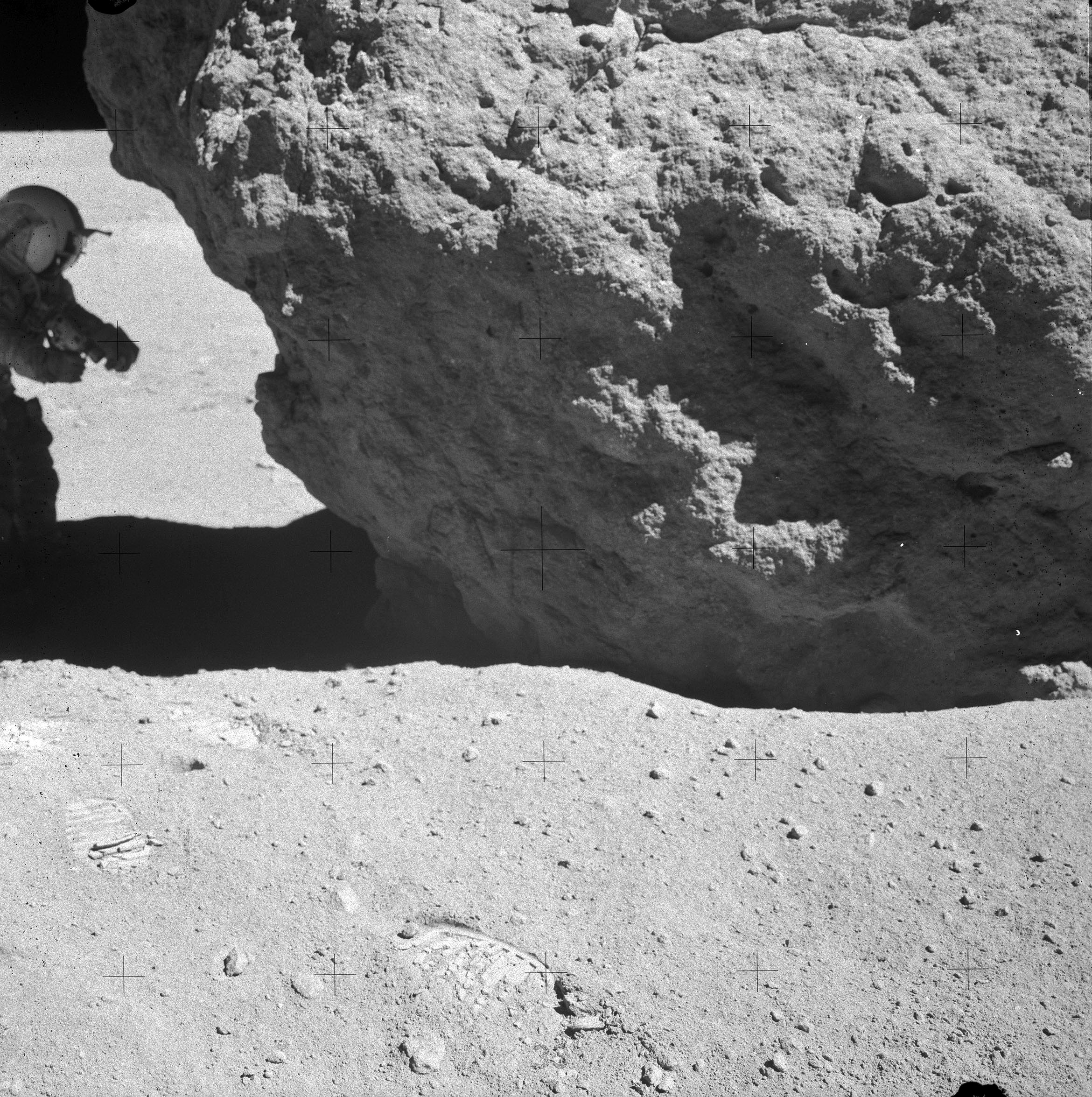
Duke dans l'ombre de Shadow Rock.
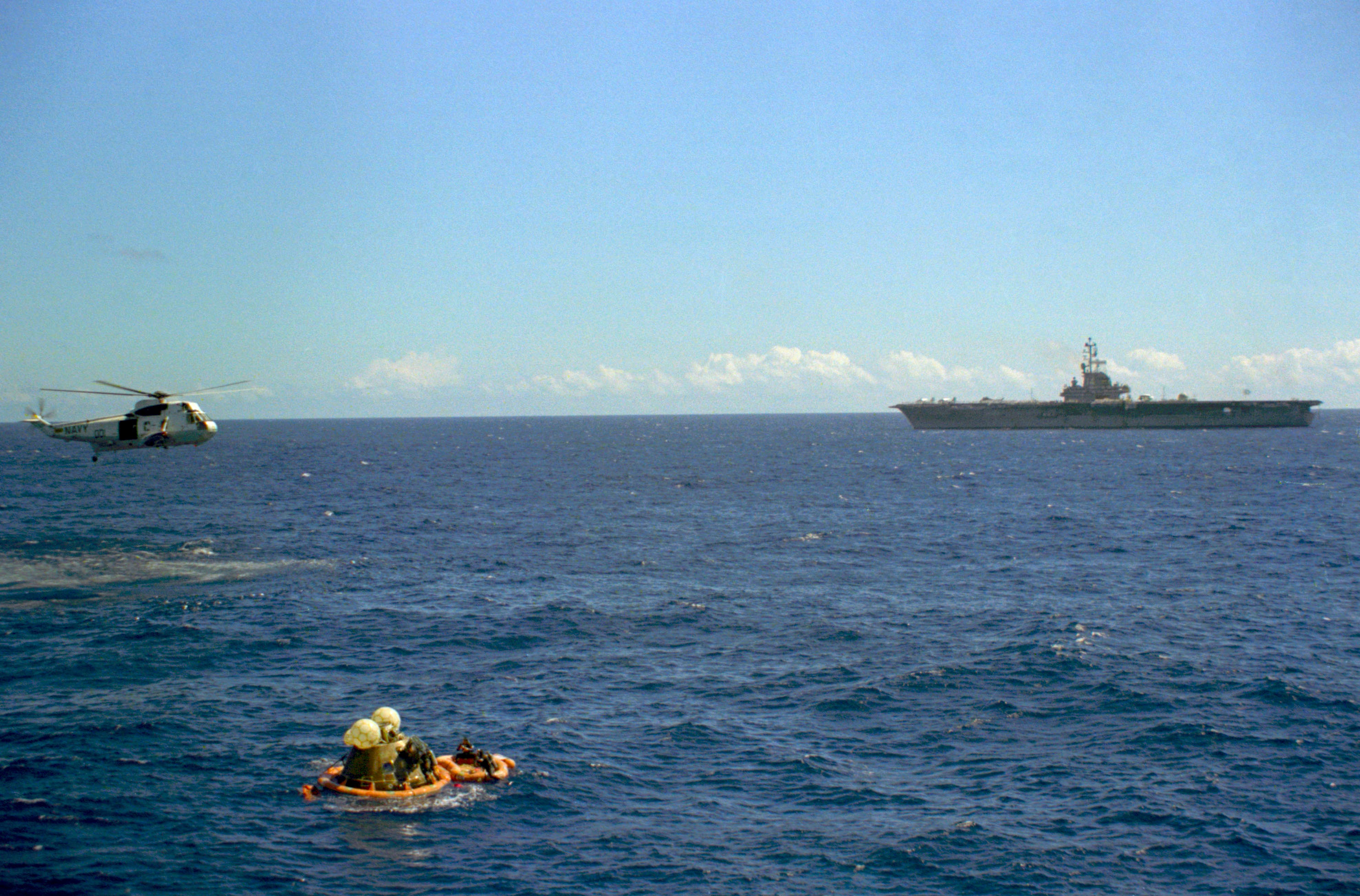
Récupération en mer des astronautes dans la capsule.
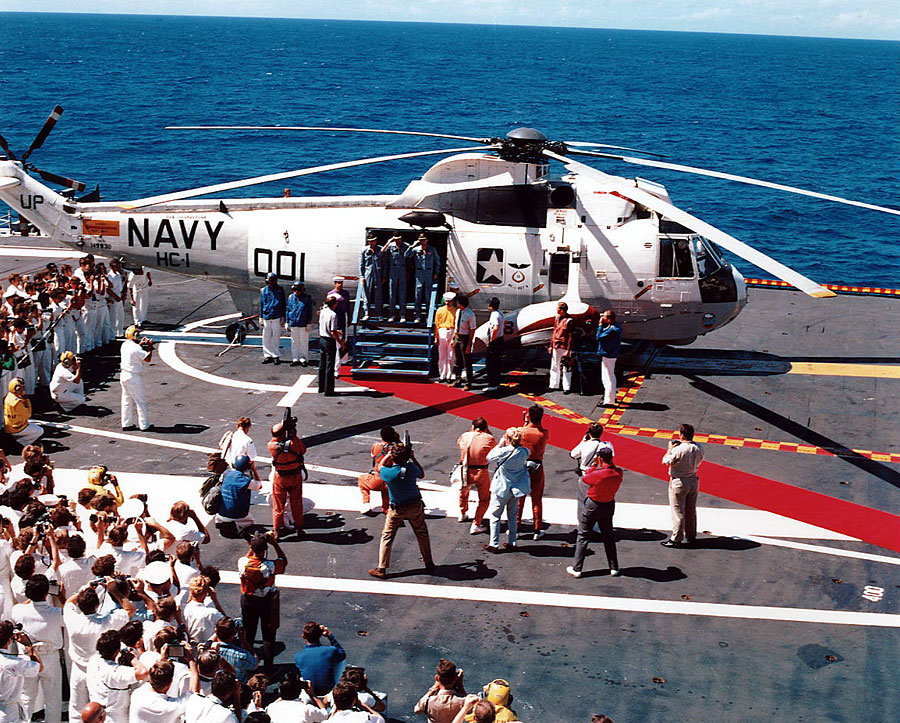
L'équipage d'Apollo 16 quittant l'hélicoptère de récupération et montant à bord de l'USS Ticonderoga.

#### Retraite de la NASA
À la suite du scandale des enveloppes postales d'Apollo 15, l'équipage d'Apollo 15, qui était initialement celui réserve de la mission Apollo 17, est remplacé par Slayton, qui le remplace par celui d'Apollo 16, à l'exception de Ken Mattingly, qui est remplacé par Stuart Roosa. Duke devient le pilote du module lunaire de réserve, Young le commandant de réserve et Roosa le pilote du module de commande et de service de réserve. Ils reprennent l'entraînement en juin 1972, deux mois seulement après le retour de Duke et Young de la Lune. Il y a peu de chances qu'ils soient appelés à piloter la mission, et en l'occurrence, ils ne le sont pas. Duke n'a plus jamais volé dans l'espace. Il prend sa retraite de la NASA le 1er janvier 1976. Il a passé 265 heures et 51 minutes dans l'espace.

### Carrière postérieure
Après sa retraite de la NASA, Charles Duke quitte le service actif de l'armée de l'Air avec le grade de colonel et entre dans la réserve. Il sert en qualité de Mobilization Augmentee au commandant du United States Air Force Basic Military Training, ainsi qu'au commandant du service de recrutement de l'armée de l'Air. Il obtient son diplôme de l'Industrial College of the Armed Forces (aujourd'hui Dwight D. Eisenhower School for National Security and Resource Strategy) en 1978 et est promu au grade de brigadier général l'année suivante. Il prend sa retraite en juin 1986. Il a accumulé 4 147 heures de vol, dont 3 632 heures sur des avions à réaction.

### Duke entrepreneur
Parallèlement à ses fonctions militaires, Duke mène à bien plusieurs projets entrepreneuriaux. Amateur depuis toujours de la bière Coors, qui n'était alors disponible qu'au Texas, dans les environs de Dallas et d'El Paso ; il entend dire, en 1975, que la société envisageait de s'étendre dans le reste du Texas. En partenariat avec l'ancien joueur de basket-ball Richard Boushka, champion olympique en 1956, les deux hommes élaborent un plan d'affaires et soumettent une offre pour la nouvelle concession Coors à Austin. Coors décline leur offre, mais propose plutôt la distribution à San Antonio, qu'ils acceptent,.
Même si la distribution de Coors a connu un grand succès, Duke a été frustré par ce projet, et a décidé de vendre la société brassicole en février 1978. Boushka et lui ont réalisé un beau profit grâce à cette entreprise devenue florissante. Ensuite, il s'associe à un ami, Ken Campbell, dans le domaine de l'immobilier. Il devient président d'Orbit Corporation de 1976 à 1978, directeur de la Robbins Company de 1986 à 1989 et de Amherst Fiber Optics en 2000, président de Duke Resources de 1988 à 1993, de Texcor de 1989 à 1994, et de l'Astronaut Scholarship Foundation de 2011 à 2012. Il a également été consultant pour Lockheed Martin.

### Vie privée et spiritualité
Après la vente de leur maison d'El Lago, où elle vivait depuis 1967, la famille Duke déménage en décembre 1975 à New Braunfels, dans la banlieue de San Antonio. Le couple réside toujours dans cette ville en décembre 2019. Son frère jumeau, William, meurt en 2010.
Depuis 1978, Duke est un chrétien engagé, inscrit dans le courant spirituel régénéré, prôné par les chrétiens évangéliques. Il témoigne dans son autobiographie que son tempérament, son ego, son dévouement au travail et sa cupidité avaient ruiné sa relation avec sa femme et ses enfants, et que son mariage était au bord du divorce à la fin des années 1960 et au début des années 1970. Dotty a souffert de dépression au point d'envisager le suicide. Duke et Dotty attribuent à la religion le mérite d'avoir rendu leur vie beaucoup plus heureuse. Duke a déclaré que son mariage et sa relation avec ses enfants se sont considérablement améliorés grâce au secours de la religion. Fort de son expérience personnelle, il apporte son soutien spirituel dans le milieu carcéral.

## Distinctions, hommages et postérité

### Distinctions et hommages
En 1973, Charles Duke reçoit un doctorat honorifique en philosophie de l'université de Caroline du Sud, un autre en lettres de l'université Francis Marion en 1990 et un autre en philosophie de l'université de Clemson en 2012. Parmi les autres distinctions, il reçoit la médaille du service distingué de la NASA en 1972, le certificat de mérite du Manned Spacecraft Center (aujourd'hui centre spatial Lyndon B. Johnson) en 1970, l'Air Force Distinguished Service Medal avec feuilles de chêne, la Legion of Merit, le prix Iven C. Kincheloe de la Society of Experimental Test Pilots en 1972, la Flight Achievement Award de l'American Astronautical Society la même année, la Haley Astronautics Award de l'American Institute of Aeronautics and Astronautics en 1973, le diplôme Vladimir Komarov de la Fédération Aéronautique Internationale en 1973 également, et la Distinguished Eagle Scout Award des Boy Scouts of America en 1975. Le président du Comité international olympique, Thomas Bach, remet le trophée Sky is the Limit à Duke en 2018.

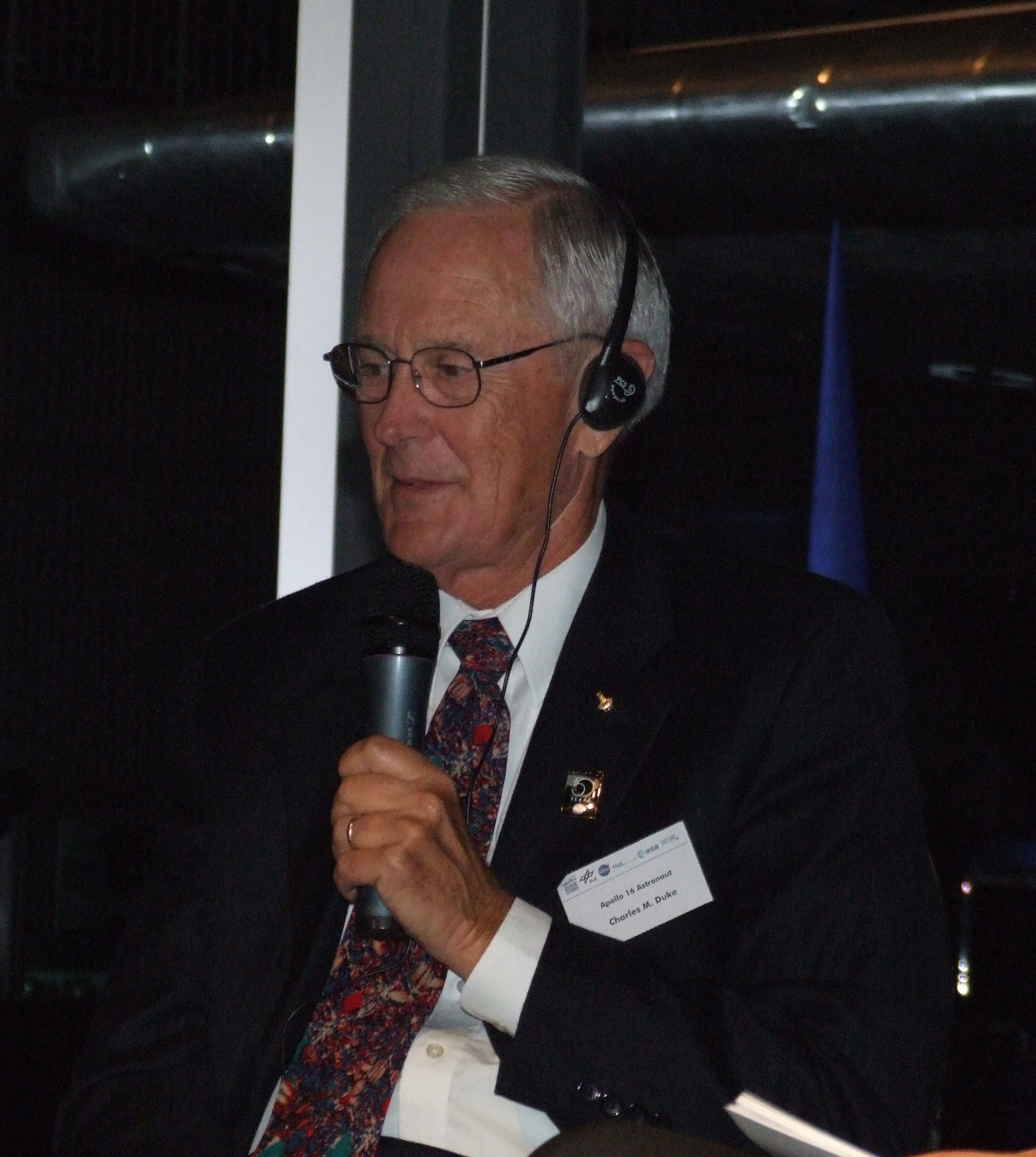
Charles Duke le 2 octobre 2008 au musée des techniques de Spire, à l'ouverture du hall spatial et de l'exposition Apollo and Beyond.

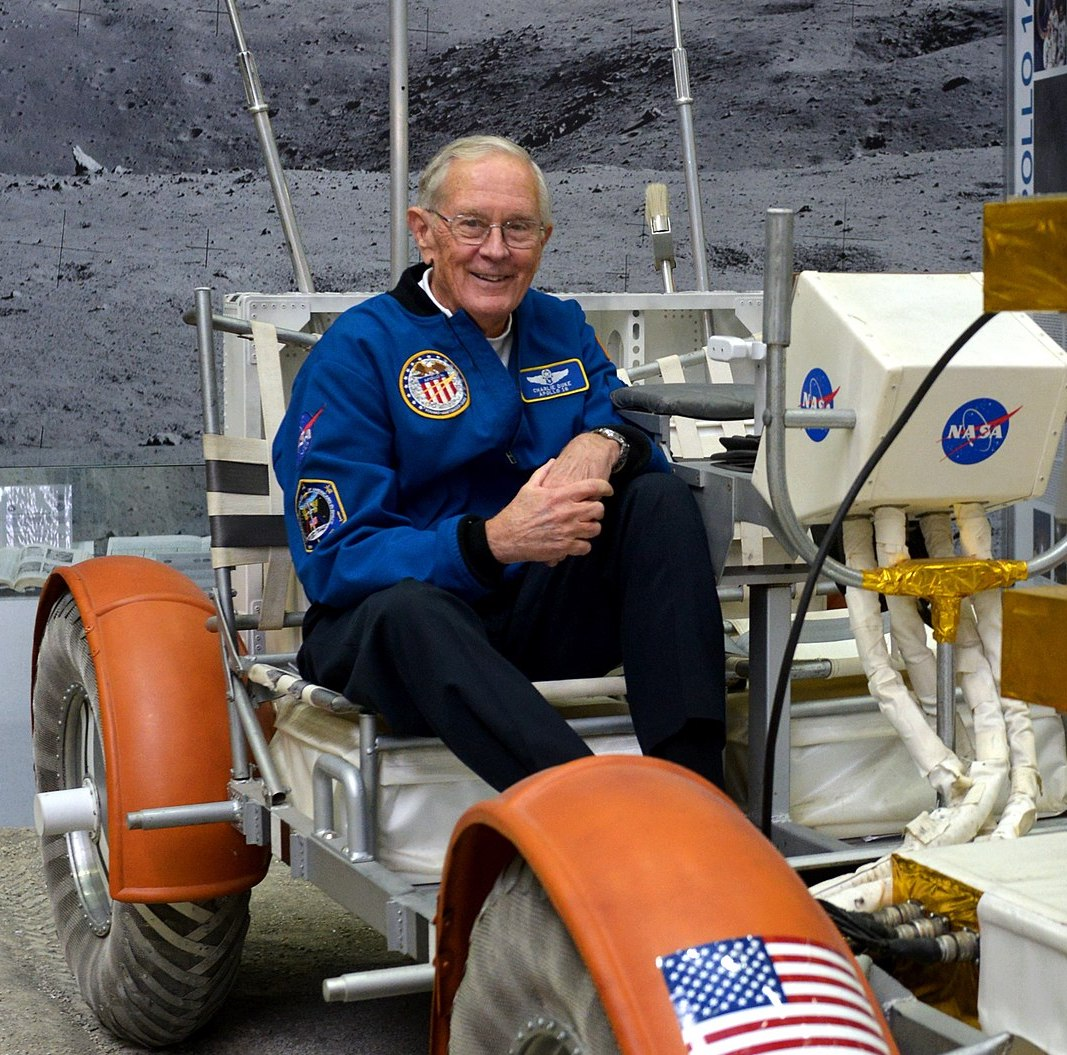
Charles Duke en 2017.

Duke est nommé Homme de l'année de Caroline du Sud en 1973, intronisé au South Carolina Hall of Fame en 1973 et à l'International Space Hall of Fame au Musée de l'histoire spatiale du Nouveau-Mexique en 1983. Il est l'un des 24 astronautes d'Apollo qui sont intronisés au United States Astronaut Hall of Fame en 1997. Il est intronisé au Texas Science Hall of Fame en 2000 et au National Aviation Hall of Fame en 2019. Son nom est inscrit sur l'Astronaut Monument en Islande, où il a, comme d'autres astronautes, effectué une partie de sa formation géologique. L'astéroïde (26382) Charlieduke a été nommé en son honneur. La citation officielle du nom a été publiée par le Minor Planet Center le 18 mai 2019. En décembre 2019, il est nommé Texan de l'année pour 2020.

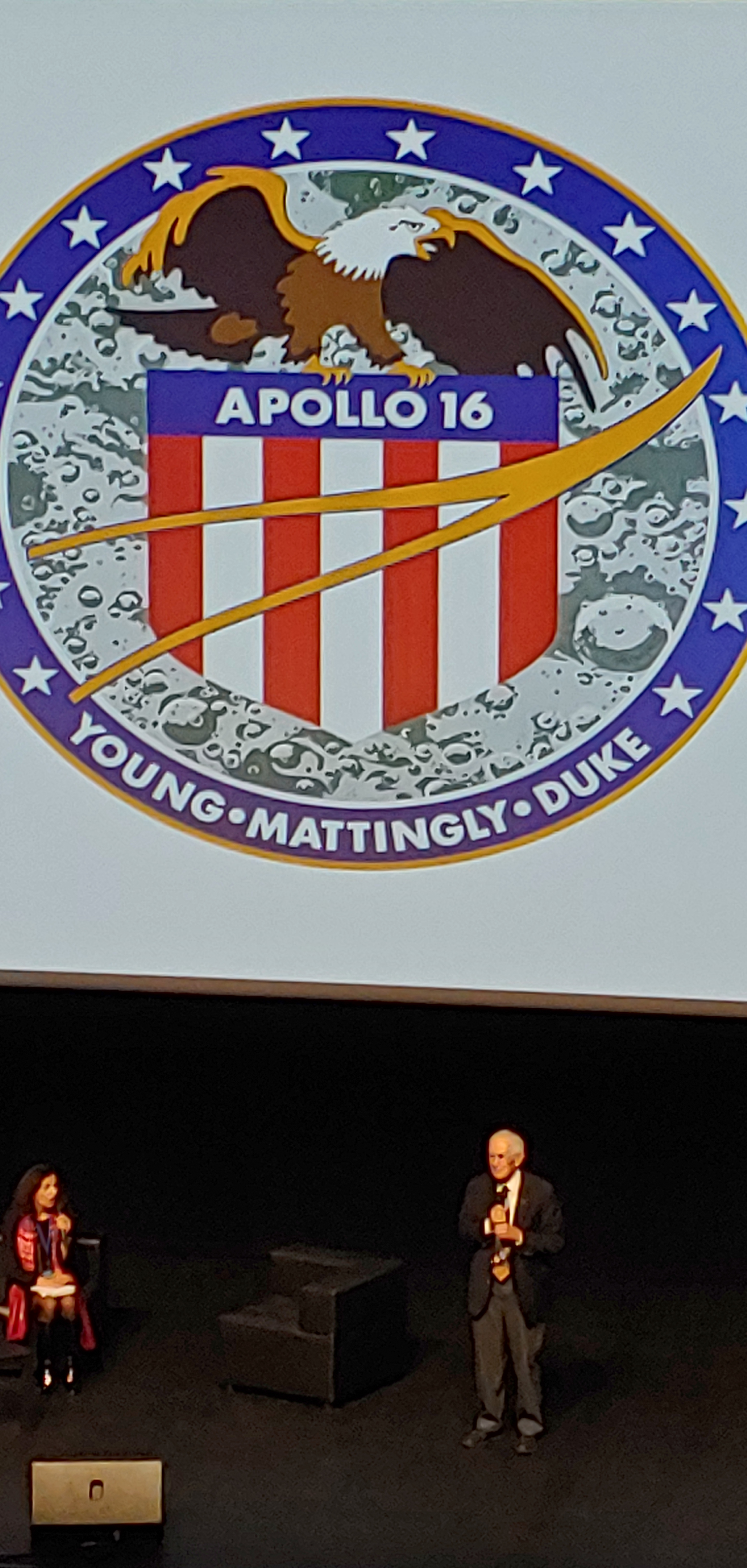
Charles Duke en conférence sur la mission Apollo 16 lors de la première édition du festival Explor'Espace à Montrouge, le 6 novembre 2021.

### Postérité
Duke fait l'objet du documentaire Lunar Tribute, qui est présenté en première au planétarium Hayden du musée américain d'histoire naturelle le 20 octobre 2017. Lors d'un panel après la projection, Neil deGrasse Tyson souligne que Duke est la plus jeune personne à avoir marché sur la Lune. Duke répond qu'à 82 ans, il l'est encore. Il rejoint l'organisation Back to Space en 2018 en tant qu'astronaute consultant dans le but d'inspirer par le cinéma la prochaine génération à aller sur Mars. Il est mis en vedette dans le podcast du service mondial de la BBC, 13 Minutes to the Moon, diffusé en 2019 pour marquer les 50 ans de la mission Apollo 11.
En 2018, le duo de musique country The Stryker Brothers publie la chanson Charlie Duke Took Country Music To The Moon, qui raconte l'histoire vraie de la façon dont Duke a apporté deux cassettes audio de musique country pour les faire jouer pendant la mission Apollo 16. L'ami de Duke, Bill Bailey, disc-jockey à la station de radio de musique country KIKK de la région de Houston, a engagé plusieurs stars de la country de l'époque pour fournir des enregistrements personnalisés aux astronautes. Les bandes sont présentées par Merle Haggard, et d'autres artistes sont présentés, notamment Porter Wagoner, Dolly Parton, Buck Owens, Jerry Reed, Chet Atkins et Floyd Cramer,,.
The Stryker Brothers est le nom de scène d'une collaboration entre Robert Earl Keen et Randy Rogers, mais les deux hommes ont d'abord gardé leur identité secrète, avec du matériel promotionnel affirmant que la musique provenait de deux frères réels morts dans un incendie de prison. Duke apparaît dans une vidéo en ligne affirmant qu'il a fait la connaissance des frères dans son enfance, chez le disc-jockey Bailey, et qu'il leur a donné une copie des cassettes après son retour de la Lune. En réalité, Duke a rencontré Rogers lors d'un événement à New Braunfels, où les deux hommes vivent.